# Liste der Kulturdenkmale in Altlindenau, A–G
Die Liste der Kulturdenkmale in Altlindenau enthält die Kulturdenkmale des Leipziger Ortsteils Altlindenau, die in der Denkmalliste vom Landesamt für Denkmalpflege Sachsen mit Stand 2017 erfasst wurden.
Aus Platzgründen ist diese Liste geteilt. In dieser Liste sind die Kulturdenkmale in den Straßen mit den Anfangsbuchstaben A–G erfasst. Die Kulturdenkmale in den Straßen H–Z sind in der Liste der Kulturdenkmale in Altlindenau, H–N und Liste der Kulturdenkmale in Altlindenau, O–Z aufgeführt.

## Legende
- Bild: Bild des Kulturdenkmals, ggf. zusätzlich mit einem Link zu weiteren Fotos des Kulturdenkmals im Medienarchiv Wikimedia Commons. Wenn man auf das Kamerasymbol klickt, können Fotos zu Kulturdenkmalen aus dieser Liste hochgeladen werden:
- Bezeichnung: Denkmalgeschützte Objekte und ggf. Bauwerksname des Kulturdenkmals
- Lage: Straßenname und Hausnummer oder Flurstücknummer des Kulturdenkmals. Die Grundsortierung der Liste erfolgt nach dieser Adresse. Der Link (Karte) führt zu verschiedenen Kartendiensten mit der Position des Kulturdenkmals. Fehlt dieser Link, wurden die Koordinaten noch nicht eingetragen. Sind diese bekannt, können sie über ein Tool mit einer Kartenansicht einfach nachgetragen werden. In dieser Kartenansicht sind Kulturdenkmale ohne Koordinaten mit einem roten bzw. orangen Marker dargestellt und können durch Verschieben auf die richtige Position in der Karte mit Koordinaten versehen werden. Kulturdenkmale ohne Bild sind an einem blauen bzw. roten Marker erkennbar.
- Datierung: Baubeginn, Fertigstellung, Datum der Erstnennung oder grobe zeitliche Einordnung entsprechend des Eintrags in der sächsischen Denkmaldatenbank
- Beschreibung: Kurzcharakteristik des Kulturdenkmals entsprechend des Eintrags in der sächsischen Denkmaldatenbank, ggf. ergänzt durch die dort nur selten veröffentlichten Erfassungstexte oder zusätzliche Informationen
- ID: Vom Landesamt für Denkmalpflege Sachsen vergebene, das Kulturdenkmal eindeutig identifizierende Objekt-Nummer. Der Link führt zum PDF-Denkmaldokument des Landesamtes für Denkmalpflege Sachsen. Bei ehemaligen Kulturdenkmalen können die Objektnummern unbekannt sein und deshalb fehlen bzw. die Links von aus der Datenbank entfernten Objektnummern ins Leere führen. Ein ggf. vorhandenes Icon  führt zu den Angaben des Kulturdenkmals bei Wikidata.

## Liste der Kulturdenkmale in Altlindenau, A–G
| Bild                                    | Bezeichnung | Lage                                                                               | Datierung | Beschreibung | ID       |
| --------------------------------------- | --- | ---------------------------------------------------------------------------------- | --- | --- | -------- |
|                                         | Doppelmietshaus (mit Georg-Schwarz-Straße 47) in offener Bebauung und in Ecklage, mit seitlicher Toreinfahrt | Ahlfeldstraße 1 (Karte)                                                            | um 1905 (Doppelmietshaus) | mit Eckladen, Putzfassade mit Klinkergliederung, Eckturm, farbig verglaste Treppenhausfenster, Stuck im Eingangsbereich, baugeschichtlich von Bedeutung | 09261324 |
| Direkt Bild zu diesem Denkmal hochladen | Einzeldenkmal der Sachgesamtheit Diakonissenkrankenhaus (Obj. 09304700, Georg-Schwarz-Straße 49–53): Pfarrer-Wohnhaus in offener Bebauung, heute Kindergarten | Ahlfeldstraße 2 (Karte)                                                            | 1900 (Pfarrhaus) | gehört zum Diakonissenstift, Putzfassade mit Fachwerkelementen, baugeschichtlich von Bedeutung | 09292536 |
|                                         | Doppelmietshaus in offener Bebauung | Ahlfeldstraße 3; 5 (Karte)                                                         | um 1900 (Doppelmietshaus) | Putz-Klinker-Fassade, baugeschichtlich von Bedeutung | 09298713 |
|                                         | Doppelmietshaus in offener Bebauung | Ahlfeldstraße 7; 9 (Karte)                                                         | um 1905 (Doppelmietshaus) | Klinkerfassade, baugeschichtlich von Bedeutung | 09292537 |
|                                         | Doppelmietshaus (mit Diakonissenstraße 10) in offener Bebauung in Ecklage | Ahlfeldstraße 11 (Karte)                                                           | 1905 (Doppelmietshaus) | Klinkerfassade, baugeschichtlich von Bedeutung | 09292538 |
|                                         | Mietshaus in geschlossener Bebauung in Ecklage (bauliche Einheit mit Dreilindenstraße 23) | Angerstraße 1 (Karte)                                                              | 1895 (Mietshaus) | ehemals mit Eckladen, Klinkerfassade, geätzte Treppenhausfenster, Stuck im Eingangsbereich, baugeschichtlich von Bedeutung | 09292539 |
|                                         | Mietshaus in geschlossener Bebauung | Angerstraße 2 (Karte)                                                              | 1887–1889 (Mietshaus) | Klinkerfassade, als Zeugnis der Ortserweiterung baugeschichtlich und ortsentwicklungsgeschichtlich von Bedeutung Auf dem Areal von Bergners Garten wurde am 8. August 1887 Bauantrag gestellt für die Errichtung von zwei Mietshäusern auf Grundstücken, die von der Luppe tangiert werden. Bau- und Zimmermeister Robert Weber trat als Investor auf. Zum 5. März 1889 erfolgte die Schlussrevision. Hinter der mittenbetonten Klinkerfassade lagen in jeder Etage zwei Wohnungen mit jeweils drei Zimmern, Küche und zusätzlich einer kleinen Kammer in den oberen Geschossen. Gemeinsam mit dem angrenzenden Eckhaus gehört das Gebäude zur geschlossenen Straßenbebauung in unmittelbarer Nähe des ehemaligen Vergnügungsetablissements Drei Linden, heute Musikalische Komödie der Oper Leipzig. Kunststein-Formteile gliedern die Fassade, deren Erdgeschoss verputzt ist und von Pilastern gerahmt wird. Die beiden mittleren Etagen sind mit Klinkern verblendet, das dritte Obergeschoss ist glatt verputzt und wirkt dadurch wenig ansehnlich. Weitgehend erhalten sind Elemente der Ausstattung, unter anderem das Treppenhaus und die qualitätvolle zweiflüglige Haustür. Als Dokument der Ortserweiterung in den 1880er Jahren besteht ein baugeschichtlicher und ortsentwicklungsgeschichtlicher Wert. LfD/2013 | 09304868 |
|                                         | Mietshaus in geschlossener Bebauung | Angerstraße 3 (Karte)                                                              | 1895 (Mietshaus) | Putzfassade, Stuckmedaillons im Eingangsbereich, baugeschichtlich von Bedeutung | 09292540 |
|                                         | Mietshaus in geschlossener Bebauung | Angerstraße 4 (Karte)                                                              | 1895 (Mietshaus) | Klinkerfassade, Stuckmedaillons im Eingangsbereich, baugeschichtlich von Bedeutung | 09292541 |
|                                         | Mietshaus in geschlossener Bebauung | Angerstraße 5 (Karte)                                                              | um 1900 (Mietshaus) | ehemals mit Laden, Putz-Klinker-Fassade, baugeschichtlich von Bedeutung | 09292059 |
|                                         | Mietshaus in geschlossener Bebauung | Angerstraße 6 (Karte)                                                              | um 1890 (Mietshaus) | Klinker-Putz-Fassade, baugeschichtlich von Bedeutung | 09292065 |
|                                         | Mietshaus in ehemals geschlossener Bebauung | Angerstraße 7 (Karte)                                                              | um 1900 (Mietshaus) | Klinker-Putz-Fassade mit Balkon, Stuck und Terrazzo im Eingangsbereich, geätzte Treppenhausfenster, Windfangtür, baugeschichtlich von Bedeutung | 09292542 |
|                                         | Mietshaus in geschlossener Bebauung | Angerstraße 8 (Karte)                                                              | um 1885 (Mietshaus) | Putz-Klinker-Fassade, baugeschichtlich von Bedeutung | 09262073 |
|                                         | Neun Mehrfamilienhäuser einer Wohnanlage (Anschrift: Angerstraße 10/12/14, Kuhturmstraße 31/33/35 und Kutschbachweg 1/2/3), mit zwei Vorgärten, Innenhof mit Wäschetrockenplatz und Garagenanlage (zwei Gebäude, Anschrift: Kutschbachweg 9) | Angerstraße 10; 12; 14 (Karte)                                                     | 1938 (Mehrfamilienwohnhaus), 1938 (Garage) | Putzfassaden, bleiverglaste Treppenhausfenster, im traditionalistischen Stil der 1930er Jahre, baugeschichtlich von Bedeutung | 09261128 |
| Direkt Bild zu diesem Denkmal hochladen | Wohnhaus in offener Bebauung, 2019 teilweise abgebrochen | Angerstraße 11 (Karte)                                                             | vor 1860 (Mietshaus) | vorstädtisch wirkendes Wohnhaus, schlichte Putzfassade, Krüppelwalmdach mit Gauben, baugeschichtlich von Bedeutung | 09292545 |
| Direkt Bild zu diesem Denkmal hochladen | Wohnhaus in offener Bebauung | Angerstraße 17 (Karte)                                                             | um 1860 (Wohnhaus) | Putzfassade, klassizistische Haustür mit farbigem Oberlicht, baugeschichtlich von Bedeutung | 09292546 |
|                                         | Wohnhaus in halboffener Bebauung, mit Einfriedung und Vorgarten | Angerstraße 19 (Karte)                                                             | um 1880 (Wohnhaus) | Wohnhaus in zurückgesetzter Lage, historistische Putzfassade, Schablonenmalerei der 1930er Jahre im Treppenhaus, baugeschichtlich von Bedeutung | 09292547 |
|                                         | Mietshaus in halboffener Bebauung | Angerstraße 21 (Karte)                                                             | um 1895 (Mietshaus) | mit Tordurchfahrt und ehemals mit Laden, Klinkerfassade, Schablonenmalerei im Treppenhaus, Stuck in der Tordurchfahrt, baugeschichtlich von Bedeutung | 09297776 |
|                                         | Fabrikareal mit Pförtnerhaus und Fabrikgebäude (Nr. 26, 26a, 26b), Nebengebäude mit Fabrikschornstein (Nr. 28, 28a), flußseitiger Mauer des ehemaligen zum Kesselhaus gehörenden Maschinenraumes sowie gewässerseitige Fabrikfassade (Nr. 24–28a) | Angerstraße 24; 26; 26a; 26b; 28; 28a (Karte)                                      | 1872 (Fabrik), 1873 (Fabrik), 1921–1922 (Pförtnerhaus), 1879 (Nebengebäude), 1904–1905 (flußseitige Fassade) | Fabrikareal an der Luppe gelegen, teilweise Ziegelbauten, zum Teil in Fachwerkbauweise, ortsgeschichtlich und industriegeschichtlich von Bedeutung | 09299081 |
|                                         | Mietshaus in geschlossener Bebauung | Angerstraße 25 (Karte)                                                             | um 1903 (Mietshaus) | mit Tordurchfahrt, Klinkerfassade, baugeschichtlich von Bedeutung | 09297781 |
|                                         | Mietshaus in halboffener Bebauung | Angerstraße 27 (Karte)                                                             | um 1905 (Mietshaus) | mit Tordurchfahrt, Klinkerfassade, baugeschichtlich von Bedeutung | 09297782 |
|                                         | Ehemalige Fabrik mit straßenseitigem Kontorgebäude (Nr. 30, 30a), linkem Fabrikgebäude im Hof (Nr. 30b-e) mit Vorbau, rechtem Fabrikgebäude im Hof (Nr. 30f–i, winkelförmig abgeknickt zur Luppe) mit Hofüberdachung und Verbindungsbrücke | Angerstraße 30; 30a; 30b; 30c; 30d; 30e; 30f; 30g; 30h; 30i (Karte)                | 1908–1911 (Kontorgebäude), 1908 (Fabrik- und Lagergebäude), 1875–1876 (Färberei, Wäscherei, Beizraum) | die Fabrikgebäude im Hof mit Putzfassaden, straßenseitiges Kontorgebäude mit Durchfahrt und Klinkerfassade mit zwei Erkern, bedeutende Reformstil-Architektur, Architekten: Händel & Franke, künstlerisch, industriegeschichtlich und baugeschichtlich von Bedeutung | 09292548 |
|                                         | Doppelmietshaus in geschlossener Bebauung in Ecklage | Angerstraße 31; 33 (Karte)                                                         | um 1880 (Doppelmietshaus) | mit Tordurchfahrt, ehemals mit Eckladen, Putzfassade, baugeschichtlich von Bedeutung | 09294980 |
|                                         | Ehemaliges Kontorgebäude einer Fabrik | Angerstraße 32 (Karte)                                                             | um 1900 (Verwaltungsgebäude), um 1910 (Kontorhaus) | schlichte Klinkerfassade, ortsgeschichtlich von Bedeutung | 09299080 |
|                                         | Kontorgebäude (Nr. 36) einer Fabrik und Werkstattgebäude (Nr. 34) im Hof | Angerstraße 34; 36 (Karte)                                                         | um 1880 (Kontorhaus) | Ziegelgebäude, ortsgeschichtlich von Bedeutung | 09292573 |
|                                         | Mietshaus in geschlossener Bebauung | Angerstraße 35 (Karte)                                                             | um 1885 (Mietshaus) | mit Tordurchfahrt, ehemals mit Laden, Klinker-Putz-Fassade, baugeschichtlich von Bedeutung | 09292550 |
|                                         | Mietshaus in geschlossener Bebauung und Werkstattgebäude im Hof | Angerstraße 37 (Karte)                                                             | um 1885 (Mietshaus) | mit Tordurchfahrt, Putz-Klinker-Fassade, baugeschichtlich von Bedeutung | 09294112 |
| Direkt Bild zu diesem Denkmal hochladen | Hofgebäude einer ehemaligen Fabrikanlage | Angerstraße 38 (Karte)                                                             | um 1910 (Nebengebäude) | Klinkerfassade, ortsgeschichtlich von Bedeutung | 09298767 |
|                                         | Ehemaliges Fabrik- oder Verwaltungsgebäude und Hofgebäude (winkelförmig zur Luppe abgeknickt) einer Fabrikanlage | Angerstraße 40; 42 (Karte)                                                         | um 1915 (Fabrikanlagenteil) | Vorderhaus mit Durchfahrt, einfache Klinkerfassade, ortsgeschichtlich von Bedeutung | 09298766 |
|                                         | Mietshaus in geschlossener Bebauung in Ecklage | Angerstraße 41 (Karte)                                                             | um 1910 (Mietshaus) | ehemals mit Eckladen, Putzfassade, teilweise bleiverglaste Treppenhausfenster, baugeschichtlich von Bedeutung | 09292575 |
| Weitere Bilder                          | Mietshaus in geschlossener Bebauung | Angerstraße 43 (Karte)                                                             | um 1905 (Mietshaus) | ehemals mit Laden, Putz-Klinker-Fassade, Holzpaneele im Eingangsbereich, baugeschichtlich von Bedeutung | 09292576 |
|                                         | Mietshaus in halboffener Bebauung, Pförtnergebäude und Fabrikgebäude im Hof | Angerstraße 44 (Karte)                                                             | um 1905 (Mietshaus) | straßenseitiges Mietshaus ein Putzbau mit Erker, im Jugendstil, Fabrikgebäude mit Klinkerfassaden, ortsgeschichtlich und baugeschichtlich von Bedeutung | 09292577 |
|                                         | Mietshaus in geschlossener Bebauung | Angerstraße 45 (Karte)                                                             | um 1905 (Mietshaus) | Klinker-Putz-Fassade, Schablonenmalerei im Treppenhaus, baugeschichtlich von Bedeutung | 09292578 |
|                                         | Mietshaus in geschlossener Bebauung | Angerstraße 47 (Karte)                                                             | um 1902 (Mietshaus) | mit Tordurchfahrt, Klinkerfassade, baugeschichtlich von Bedeutung | 09292579 |
|                                         | Doppelmietshaus in geschlossener Bebauung | Angerstraße 49a; 49b (Karte)                                                       | um 1900 (Doppelmietshaus) | mit zwei Tordurchfahrten, Klinker-Putz-Fassade, baugeschichtlich von Bedeutung | 09292580 |
|                                         | Mietshaus in geschlossener Bebauung | Angerstraße 51 (Karte)                                                             | 1891–1892 (Mietshaus) | reich gegliederte Putzfassade, baugeschichtlich von Bedeutung Der in Lindenau ansässige, 23. Oktober 1839 in Kleinzschocher geborene Maurermeister Friedrich August Heilemann unterschrieb als Bauherr die Pläne für ein Wohngebäude und ein Waschhaus, die auf einem Grundstück entstanden, auf dem bereits eine Kegelbahn und ein größeres Waschküchengebäude errichtet waren. Heilemann kommt wohl auch als Entwerfer und Ausführender in Betracht für die 1891/1892 neu errichteten Gebäude. Das Mietshaus sticht ins Auge durch seine breit gelagert Fassade und die Seltenheitswert besitzende Sgraffito-Dekoration im zweiten Obergeschoss, ehemals Schieferdeckung des ausgebauten Dachgeschosses. Historistische Stuckelemente und der rustikale Bossenputz im Erdgeschoss verleihen der Fassade einen repräsentativen Charakter, mittig angeordnet ist der aufwändig gerahmte Hauseingang. Die Treppenanlage erschließt zwei Wohnungen im Erdgeschoss und jeweils ihrer drei in den oberen Etagen, die Ausstattung fast komplett erhalten. Benennbare Besitzer waren Erdmuthe Elisabeth Martha Korn geb. Heilemann und Genossen (ab 1908), der Schlosser Karl Otto Theile (1921) und Otto Walter Theile mit Grundbucheintrag 1931. Auf dem Grundstück wurde 1928 die Errichtung eines Rollhaus beantragt. Ortsbaugeschichtliche Bedeutung, baukünstlerisch von Interesse. LfD/2011 | 09299165 |
|                                         | Wohnhaus in halboffener Bebauung | Apostelstraße 12 (Karte)                                                           | um 1860 (Wohnhaus) | vorstädtisches Gebäude, eingeschossiger Putzbau mit steilem Satteldach, ortsentwicklungsgeschichtlich von Bedeutung | 09292581 |
|                                         | Mietshaus (Anschrift: Apostelstraße 19 und Merseburger Straße 86) in halboffener Bebauung, mit seitlicher Einfriedung | Apostelstraße 19 (Karte)                                                           | um 1870 (Mietshaus), Fassade um 1910 (Mietshaus) | markanter Eckbau, Putzfassade im Reformstil der Zeit um 1910, im Kern Gebäude des 19. Jahrhunderts, städtebaulich und baugeschichtlich von Bedeutung | 09292582 |
|                                         | Wohnhaus in offener Bebauung mit Vorgarten | Apostelstraße 20 (Karte)                                                           | nach 1799 (d) | eingeschossiger Putzbau mit Mansarddach, letztes erhaltenes Einzelgrundstück mit vorgründerzeitlicher Bebauung in der alten Ortslage Lindenau, baugeschichtlich von Bedeutung | 09292583 |
| Direkt Bild zu diesem Denkmal hochladen | Mietshaus in halboffener Bebauung | Apostelstraße 24 (Karte)                                                           | 1865 (Mietshaus); 1875 (Mietshaus) | mit Laden, einfache Putzfassade mit Sandsteingliederung, städtebaulich und ortsentwicklungsgeschichtlich von Bedeutung | 09292584 |
|                                         | Mietshaus in halboffener Bebauung in Ecklage, mit seitlicher Einfriedung | Calvisiusstraße 2 (Karte)                                                          | um 1900 (Mietshaus) | mit Eckladen, historistische Putzfassade, baugeschichtlich von Bedeutung | 09298643 |
|                                         | Mietshaus in geschlossener Bebauung | Calvisiusstraße 3 (Karte)                                                          | um 1910 (Mietshaus) | Putzfassade, sparsame Dekoration mit Anklängen an den Jugendstil, Treppenhausfenster mit Resten farbiger Verglasung, Stuck im Eingangsbereich, baugeschichtlich von Bedeutung | 09292632 |
|                                         | Mietshaus in geschlossener Bebauung | Calvisiusstraße 5 (Karte)                                                          | um 1910 (Mietshaus) | Putzfassade, sparsame Dekoration mit Anklängen an den Jugendstil, Reste bleiverglaster Treppenhausfenster, Stuck im Eingangsbereich, baugeschichtlich von Bedeutung | 09292633 |
| Weitere Bilder                          | Mietshaus (Nr. 5a) in geschlossener Bebauung und Fabrikgebäude (Nr. 5b-5d) mit Fabrikschornstein im Hof | Calvisiusstraße 5a; 5b; 5c; 5d (Karte)                                             | bezeichnet 1909 (Mietshaus) | Vorderhaus mit Tordurchfahrt, Putzfassade, sparsame Dekoration mit Anklängen an den Jugendstil, Treppenhausfenster mit farbiger Bleiverglasung, Wand- und Deckenstuck im Eingangsbereich, Fabrik ein Putzbau mit Klinkergliederung, ortsentwicklungsgeschichtlich und baugeschichtlich von Bedeutung | 09292634 |
|                                         | Mietshaus in geschlossener Bebauung | Calvisiusstraße 7 (Karte)                                                          | um 1910 (Mietshaus) | Putzfassade, Treppenhausfenster mit Resten farbiger Bleiverglasung, Stuck im Eingangsbereich, baugeschichtlich von Bedeutung | 09292635 |
|                                         | Mietshaus in geschlossener Bebauung | Calvisiusstraße 9 (Karte)                                                          | um 1910 (Mietshaus) | mit Tordurchfahrt, Putzfassade, bleiverglaste Treppenhausfenster, baugeschichtlich von Bedeutung | 09292638 |
|                                         | Mietshaus in ehemals geschlossener Bebauung | Calvisiusstraße 10 (Karte)                                                         | um 1900 (Mietshaus) | Klinkerfassade, bleiverglaste Treppenhausfenster, Wand- und Deckenstuck und Ausmalung im Eingangsbereich, baugeschichtlich von Bedeutung | 09292639 |
|                                         | Mietshaus in geschlossener Bebauung | Calvisiusstraße 11 (Karte)                                                         | um 1910 (Mietshaus) | mit Tordurchfahrt, ehemals mit Laden, Putzfassade, baugeschichtlich von Bedeutung | 09292640 |
|                                         | Doppelmietshaus in geschlossener Bebauung | Calvisiusstraße 12; 14 (Karte)                                                     | um 1905 (Doppelmietshaus) | mit Tordurchfahrt, Putzfassade, baugeschichtlich von Bedeutung | 09292641 |
|                                         | Mietshaus in geschlossener Bebauung | Calvisiusstraße 13 (Karte)                                                         | um 1910 (Mietshaus) | mit Tordurchfahrt und mit Laden, ehemals dreistöckiges Werkstattgebäude im Hof, Klinkerfassade, bleiverglaste Treppenhausfenster, baugeschichtlich von Bedeutung | 09292642 |
|                                         | Mietshaus in geschlossener Bebauung | Calvisiusstraße 15 (Karte)                                                         | um 1910 (Mietshaus) | mit Tordurchfahrt, Putzfassade, bleiverglaste Treppenhausfenster, baugeschichtlich von Bedeutung | 09292643 |
|                                         | Mietshaus in geschlossener Bebauung | Calvisiusstraße 17 (Karte)                                                         | um 1910 (Mietshaus) | mit Tordurchfahrt, Putz-Klinker-Fassade, bleiverglaste Treppenhausfenster, baugeschichtlich von Bedeutung | 09292644 |
|                                         | Mietshaus in geschlossener Bebauung | Calvisiusstraße 18 (Karte)                                                         | um 1900 (Mietshaus) | mit Tordurchfahrt, Putzfassade, baugeschichtlich von Bedeutung | 09298642 |
|                                         | Mietshaus in geschlossener Bebauung | Calvisiusstraße 19 (Karte)                                                         | 1890–1891, später überformt (Mietshaus) | sparsam dekorierte Putzfassade, baugeschichtlich von Bedeutung Zwei Fassadenentwürfe sind in der 1890 ergangenen Bauakte überkommen, von Architekt Richard Pötzsch und Maurermeister Karl Quasdorf. Letzterer Entwurf wurde bis August 1891 im Eigenauftrag umgesetzt, ebenso ein Waschhaus und Rollgebäude im Hof. Gastwirt Bruno Richard Windisch erweiterte seine im Nachbarhaus (heute Georg-Schwarz-Straße 18a) befindliche Restauration um ein Gesellschaftszimmer und eine Küche in Nummer 19, im Jahr 1922 wurden die Gasträume zur Wohnnutzung zurückgebaut (Bauherr war Abraham Behr). Zeitgleich erfolgte wohl auch ein Neuverputz der gesamten Fassade, womit eine Glättung und das Anbringen weniger Art-Déco-Verzierungen verbunden waren. Schwach treten die beiden Seitenrisalite des Dreispänners hervor, eine auffallend horizontale Gliederung des Gebäudes entstand durch die Belassung der Stockgesimse und Fenstersohlbänke während die Verdachungen abgeschlagen und sämtliche Stuckdekorationen entfernt wurden. Seit Januar 1933 war das Haus im Besitz des Preußischen Beamten-Vereins zu Hannover – Lebensversicherungsverein auf Gegenseitigkeit. Zur erhaltenen Ausstattung gehört u. a. die zweiflüglige Haustür. Das Gebäude ist von wissenschaftlich-dokumentarischem Wert für die ortsgeschichtliche Entwicklung in Lindenau. LfD/2011 | 09292645 |
|                                         | Mietshaus in geschlossener Bebauung | Calvisiusstraße 20 (Karte)                                                         | nach 1905 (Mietshaus) | mit Tordurchfahrt, Klinkerfassade, eiserne Maueranker, baugeschichtlich von Bedeutung | 09292646 |
|                                         | Mietshaus in geschlossener Bebauung | Calvisiusstraße 20a (Karte)                                                        | um 1910 (Mietshaus) | Putzfassade, bleiverglaste Treppenhausfenster, Terrazzo und Wandkacheln im Eingangsbereich, schlichte Reformstil-Architektur, baugeschichtlich von Bedeutung | 09292647 |
|                                         | Mietshaus in geschlossener Bebauung | Calvisiusstraße 22 (Karte)                                                         | nach 1910 (Mietshaus) | Putzfassade, bleiverglaste Treppenhausfenster, Stuck und Terrazzo im Eingangsbereich, schlichte Reformstil-Architektur, baugeschichtlich von Bedeutung | 09292648 |
|                                         | Mietshaus in geschlossener Bebauung in Ecklage (bauliche Einheit mit Georg-Schwarz-Straße 18b) | Calvisiusstraße 22a (Karte)                                                        | nach 1910 (Mietshaus) | mit Läden, Putzfassade, teilweise bleiverglaste Treppenhausfenster, schlichte Reformstil-Architektur, baugeschichtlich von Bedeutung | 09292649 |
|                                         | Mietshaus in geschlossener Bebauung | Calvisiusstraße 24 (Karte)                                                         | um 1890 (Mietshaus) | Putzfassade, wissenschaftlich-dokumentarischer Wert als Bestandteil der gründerzeitlichen Ortserweiterung, baugeschichtlich von Bedeutung | 09292650 |
|                                         | Mietshaus in geschlossener Bebauung | Calvisiusstraße 27 (Karte)                                                         | bezeichnet 1905 (Mietshaus) | mit Tordurchfahrt und mit Laden, Klinkerfassade, baugeschichtlich von Bedeutung | 09298673 |
|                                         | Mietshaus in geschlossener Bebauung und Werkstattgebäude im Hof | Calvisiusstraße 29 (Karte)                                                         | um 1910 (Mietshaus) | Vorderhaus mit Tordurchfahrt, Putzfassade, Treppenhausfenster mit Resten farbiger Bleiverglasung, Reformstil-Architektur, baugeschichtlich von Bedeutung | 09298674 |
|                                         | Mietshaus in geschlossener Bebauung und Werkstattgebäude im Hof | Calvisiusstraße 31 (Karte)                                                         | nach 1910 (Mietshaus) | Vorderhaus mit Tordurchfahrt, Putzfassade, bleiverglaste Treppenhausfenster, Art-Déco-Ausmalung in der Tordurchfahrt, Reformstil-Architektur, baugeschichtlich von Bedeutung | 09292653 |
|                                         | Mietshaus in geschlossener Bebauung, Hinterhaus und Nebengebäude im Hof | Calvisiusstraße 32 (Karte)                                                         | um 1905 (Mietshaus) | Vorderhaus mit Tordurchfahrt, Putz-Klinker-Fassade, Treppenhausfenster mit Resten farbiger Bleiverglasung, Holzpaneele in der Tordurchfahrt, baugeschichtlich von Bedeutung | 09292654 |
|                                         | Mietshaus in geschlossener Bebauung | Calvisiusstraße 33 (Karte)                                                         | nach 1910 (Mietshaus) | Putzfassade, bleiverglaste Treppenhausfenster, Terrazzo und Wandkacheln im Eingangsbereich, Reformstil-Architektur, baugeschichtlich von Bedeutung | 09292655 |
|                                         | Mietshaus in geschlossener Bebauung und Hinterhaus | Calvisiusstraße 34 (Karte)                                                         | um 1910 (Mietshaus) | Putzfassade, Treppenhausfenster mit Resten farbiger Bleiverglasung, baugeschichtlich von Bedeutung | 09292657 |
|                                         | Mietshaus in geschlossener Bebauung und Werkstattgebäude im Hof | Calvisiusstraße 35 (Karte)                                                         | nach 1910 (Mietshaus) | Vorderhaus mit Tordurchfahrt, Putzfassade, bleiverglaste Treppenhausfenster, Reformstil-Architektur, baugeschichtlich von Bedeutung | 09292656 |
|                                         | Mietshaus in geschlossener Bebauung | Calvisiusstraße 37 (Karte)                                                         | um 1905 (Mietshaus) | mit Tordurchfahrt, ehemals mit Laden, Klinkerfassade, Schablonenmalerei im Treppenhaus, baugeschichtlich von Bedeutung | 09298675 |
|                                         | Mietshaus in geschlossener Bebauung | Calvisiusstraße 39 (Karte)                                                         | um 1905 (Mietshaus) | mit Tordurchfahrt, Klinkerfassade, Ätzglas und Schablonenmalerei im Treppenhaus, baugeschichtlich von Bedeutung | 09298676 |
|                                         | Mietshaus in halboffener Bebauung mit seitlicher Toreinfahrt und Hofpflasterung | Calvisiusstraße 41 (Karte)                                                         | um 1910 (Mietshaus) | ehemals mit Laden, Klinkerfassade, Schablonenmalerei im Treppenhaus, baugeschichtlich von Bedeutung | 09298677 |
|                                         | Mietshaus in geschlossener Bebauung und zwei Hinterhäuser | Calvisiusstraße 42 (Karte)                                                         | um 1910 (Mietshaus) | Vorderhaus mit Tordurchfahrt, ehemals mit Laden, Putzfassade, Werbeschriftzug über der Durchfahrt, Terrazzo im Eingangsbereich, Reformstil-Architektur, baugeschichtlich von Bedeutung | 09292659 |
|                                         | Mietshaus in geschlossener Bebauung in Ecklage | Calvisiusstraße 44 (Karte)                                                         | bezeichnet 1909 (Mietshaus) | mit Hausdurchgang, Putzfassade, bleiverglaste Treppenhausfenster, Wand- und Deckenstuck im Eingangsbereich, Reformstil-Architektur, baugeschichtlich von Bedeutung | 09292660 |
| Direkt Bild zu diesem Denkmal hochladen | Parkanlage | Cottaweg (Karte)                                                                   | 1933–1935 (Stadtpark) | mit Treppen, Wegeführung, Resten der Parkmöbelierung, Baumreihen und Gehölzgruppen, Beeten, im Zusammenhang mit dem benachbarten Richard-Wagner-Hain geplant, gartenhistorisch von Bedeutung | 09304375 |
| Weitere Bilder                          | Doppelmietshaus in offener Bebauung | Cranachstraße 2; 4 (Karte)                                                         | vor 1890 (Doppelmietshaus) | Klinkerfassade, baugeschichtlich von Bedeutung | 09292663 |
|                                         | Mietshaus in halboffener Bebauung | Cranachstraße 5 (Karte)                                                            | um 1895 (Mietshaus) | Klinkerfassade, baugeschichtlich von Bedeutung | 09292664 |
|                                         | Mietshaus in halboffener Bebauung in Ecklage | Cranachstraße 6 (Karte)                                                            | um 1885 (Mietshaus) | mit zugesetztem Eckladen und zugesetzten Balkonen, Klinkerfassade, Lutherbüste in der ersten Etage, baugeschichtlich von Bedeutung | 09292665 |
|                                         | Mietshaus in halboffener Bebauung | Cranachstraße 7 (Karte)                                                            | um 1895 (Mietshaus) | Klinkerfassade, baugeschichtlich von Bedeutung | 09292666 |
| Direkt Bild zu diesem Denkmal hochladen | Hofgebäude | Cranachstraße 10 (Karte)                                                           | um 1905 (Hofgebäude) | Putzfassade, Dachauslug, baugeschichtlich von Bedeutung | 09298759 |
|                                         | Mietshaus in geschlossener Bebauung | Cranachstraße 11 (Karte)                                                           | um 1890 (Mietshaus) | mit Tordurchfahrt, Putzfassade, Treppenhausfenster mit Resten geätzter Verglasung, baugeschichtlich von Bedeutung | 09292667 |
|                                         | Mietshaus in geschlossener Bebauung in Ecklage | Cranachstraße 12 (Karte)                                                           | um 1905 (Mietshaus) | Putzfassade, baugeschichtlich von Bedeutung | 09298758 |
|                                         | Mietshaus in geschlossener Bebauung | Cranachstraße 13 (Karte)                                                           | um 1890 (Mietshaus) | mit Tordurchfahrt, Putzfassade, baugeschichtlich von Bedeutung | 09292668 |
|                                         | Mietshaus in ehemals geschlossener Bebauung | Cranachstraße 14 (Karte)                                                           | nach 1905 (Mietshaus) | Klinkerfassade, teilweise geätzte Treppenhausfenster, Stuckkehle im Eingangsbereich, baugeschichtlich von Bedeutung | 09292669 |
|                                         | Mietshaus in geschlossener Bebauung | Cranachstraße 15 (Karte)                                                           | um 1890 (Mietshaus) | mit Tordurchfahrt, Putzfassade, baugeschichtlich von Bedeutung | 09292670 |
|                                         | Mietshaus in geschlossener Bebauung | Cranachstraße 21 (Karte)                                                           | um 1890 (Mietshaus) | mit Tordurchfahrt, Putzfassade, baugeschichtlich von Bedeutung | 09292671 |
|                                         | Mietshaus in geschlossener Bebauung | Cranachstraße 23 (Karte)                                                           | nach 1900 (Mietshaus) | Klinkerfassade, qualitätvolle Haustür, baugeschichtlich von Bedeutung | 09292672 |
|                                         | Mietshaus in geschlossener Bebauung in Ecklage | Cranachstraße 25 (Karte)                                                           | um 1895 (Mietshaus) | mit Laden, Putzfassade, baugeschichtlich von Bedeutung | 09292673 |
| Direkt Bild zu diesem Denkmal hochladen | Brüstungsmauern einer Eisenbahnunterführung für Fußgänger | Demmeringstraße (Karte)                                                            | um 1900 (Mauer) | baugeschichtlich von Bedeutung | 09298729 |
|                                         | Mietshaus in halboffener Bebauung mit Werkstattgebäude im Hof und Hofpflasterung | Demmeringstraße 5 (Karte)                                                          | um 1885 (Mietshaus) | Klinkerfassade mit sparsamer Ornamentik, originale Treppenhausverglasung, baugeschichtlich von Bedeutung | 09292674 |
| Weitere Bilder                          | Sachgesamtheit Meyersche Häuser Lindenau, mit den Einzeldenkmalen: 52 Mietshäuser, Kinderbewahranstalt und Verwaltungsgebäude sowie Einfriedung und zwei Toreinfahrten an der Roßmarktstraße (Einzeldenkmaldokumente: Demmeringstraße 8, 8b, 10 – Obj. 09261907, Erich-Köhn-Straße 17, 19, 21, 23, 25, 27, 29, 29b, 31, 31b, 33, 35, 37, 39 – Obj. 09261906, Hahnemannstraße 4, 6, 8, 10, 12, 14, 16, 18, 20, 22, 24, 26, 28 – Obj. 09261911, Hahnemannstraße 15, 17, 19, 21 – Obj. 09261910, Henricistraße 25b, 27, 29, 31, 33, 35, 37, 39, 41, 43, 45, 47, 49, 51, 53 – Obj. 09261909, Rietschelstraße 22 – Obj. 09261905, Roßmarktstraße 5, 7 – Obj. 09261908, Roßmarktstraße 6 – Obj. 09261787 und Roßmarktstraße 8/8a – Obj. 09261788), weiterhin Grünanlagen und Mietergärten der drei Innenhöfe, Pflasterung der Wege und Gartenlauben als Sachgesamtheitsteile | Demmeringstraße 8; 8b; 10 (Karte)                                                  | 1887–1898 (Wohnanlage) | geschlossene Wohnanlage des sozialen Wohnungsbaus, Putzfassaden mit Ziegelgliederung, baugeschichtlich, stadtentwicklungsgeschichtlich und sozialgeschichtlich von Bedeutung | 09304694 |
| Weitere Bilder                          | Einzeldenkmale der Sachgesamtheit Meyersche Häuser Lindenau (Obj. 09304694, Demmeringstraße 8–10): Drei Mietshäuser einer Wohnanlage | Demmeringstraße 8; 8b; 10 (Karte)                                                  | 1887–1898 (Mehrfamilienwohnhaus) | Teil einer geschlossenen Wohnanlage des sozialen Wohnungsbaus, Putzfassaden mit Ziegelgliederung, baugeschichtlich und sozialgeschichtlich von Bedeutung | 09261907 |
|                                         | Mietshaus in geschlossener Bebauung | Demmeringstraße 14 (Karte)                                                         | vor 1915 (Mietshaus) | Putzfassade, Reformstil-Architektur, Treppenhaus mit Art-Déco-Ausmalung, bleiverglaste Treppenhausfenster, Stuck im Eingangsbereich, baugeschichtlich von Bedeutung | 09292675 |
|                                         | Mietshaus in geschlossener Bebauung | Demmeringstraße 17 (Karte)                                                         | um 1890 (Mietshaus) | mit Tordurchfahrt und mit Laden, Putzfassade, baugeschichtlich von Bedeutung | 09292676 |
|                                         | Gemeindehaus der Diakonie und Hintergebäude sowie Büste Ernst Traugott Fritzsche im Gebäude | Demmeringstraße 18 (Karte)                                                         | 1912 (Gemeindehaus) | Vorderhaus mit großem Saal und Tordurchfahrt, Putzfassade, zum Hof Klinkerfassade, Reformstil-Architektur, Hintergebäude Klinkerfassade, Denkmal zur Erinnerung an der Fabrikanten und Stifter Ernst Traugott Fritzsche (1851–1916), baugeschichtlich, ortsgeschichtlich und personengeschichtlich von Bedeutung | 09292677 |
|                                         | Mietshaus in geschlossener Bebauung | Demmeringstraße 19 (Karte)                                                         | um 1900 (Mietshaus) | mit Hausdurchgang und ehemals mit Laden, Klinkerfassade, Stuckkehle im Eingangsbereich, baugeschichtlich von Bedeutung | 09292678 |
|                                         | Mietshaus in geschlossener Bebauung in Ecklage | Demmeringstraße 21 (Karte)                                                         | vor 1910 (Mietshaus) | mit Läden, reich gestaltete Putzfassade, breiter Eckerker, Stuck im Eingangsbereich, städtebaulich und baugeschichtlich von Bedeutung | 09292680 |
|                                         | Mietshaus in geschlossener Bebauung (bauliche Einheit mit Rietschelstraße 2), ehemals mit Gaststätte | Demmeringstraße 22 (Karte)                                                         | 1905–1906 (Mietshaus) | Putzfassade, bemerkenswertes Jugendstilgebäude, Architekt: Paul Möbius, künstlerisch und baugeschichtlich von Bedeutung | 09292679 |
|                                         | Mietshaus in geschlossener Bebauung | Demmeringstraße 23 (Karte)                                                         | um 1900 (Mietshaus) | mit Läden, Klinkerfassade, zwei Erker, baugeschichtlich von Bedeutung | 09262330 |
|                                         | Mietshaus in halboffener Bebauung | Demmeringstraße 25 (Karte)                                                         | um 1900 (Mietshaus) | mit Laden, Klinkerfassade, Stuckkehle im Eingangsbereich, Windfangtür, baugeschichtlich von Bedeutung | 09292681 |
|                                         | Schule (Gemeindeamtsstraße 8) mit Vorgarten, Einfriedung und Nebengebäude (Demmeringstraße 31) im Hof (Nachbarschaftsschule Leipzig) | Demmeringstraße 31 (Karte)                                                         | 1890 (Schule) | Putzfassade, baugeschichtlich und sozialgeschichtlich von Bedeutung | 09261291 |
| Direkt Bild zu diesem Denkmal hochladen | Wohnhaus in offener Bebauung in rückwärtiger Lage, mit Garten | Demmeringstraße 34 (Karte)                                                         | im Kern 1876 (Wohnhaus), 1891–1892 (Wohnhaus) | von der Straße abgerücktes Gebäude, Putzfassade, baugeschichtlich und stadtteilentwicklungsgeschichtlich von Bedeutung Als erstes Wohngebäude ohne umgebenden Bauernhof entstand an der damaligen Poststraße (Nummer 12) ein kleines pittoreskes Villengebäude für den Gutsbesitzer und Ortsrichter Hermann Carl Koch, der 1876 von Baumeister F. Pätzig unterzeichnete Pläne zur Genehmigung einreichte. Der vierachsige eingeschossige Bau traufständig mit Zwerchhaus, Schweizerdach und Unterkellerung. Unter Maurermeister J. Schichtholz erfuhr das Haus 1891–1892 für Kaufmann Leo Leiser Kohnheim einen gravierenden Umbau. Dadurch bekam der nun stuckfreie Putzbau ein durch Gesimse und Fensterrahmungen erzeugtes strengeres Erscheinungsbild, rechts daneben das Postamt unter Nummer 10. Die Einfriedung – Staketenzaun zwischen Sandsteinsäulen – wurde an der Straße 1927 mit einer vor das Wohnhaus gesetzten Ladenfront beseitigt (der Geschäftsbau zwischen zwei Mietshäusern heute verändert). Alfred Max Lanzendorf nahm Friedrich Hartmeyer für die Zeichnungen und Franz Lindner für die Bauleistungen unter Vertrag. Im Wohngebäude zeitgleich Einbau einer Dachgeschoßwohnung. Ein Neubauprojekt zur Errichtung eines Vorderwohnhauses kam nicht zur Ausführung. Ortsentwicklungsgeschichtlich und baugeschichtlich von besonderer Bedeutung. LfD/2012 | 09292683 |
| Weitere Bilder                          | Villa in halboffener Bebauung mit Vorgarten, Wegepflaster und Einfriedung | Demmeringstraße 35 (Karte)                                                         | 1900–1901 (Villa), 1900–1901 (Einfriedung) | villenartiges Gebäude mit Türmchen, reich gegliederte, repräsentative Sandsteinfassade, im Stil des Späthistorismus, erbaut für den Maschinenfabrikanten Friedrich Förste (Mitinhaber der Liniermaschinenfabrik Förste & Tromm), baugeschichtlich und künstlerisch von Bedeutung 1877 ist das Grundstück im Besitz von August Reichenbecher und mit einem eingeschossigen Wohnhaus bebaut. Für die Umgestaltung in ein Landhaus nahm der neue Eigentümer, der Buchbindermeister Karl Friedrich Förste, den Architekten Otto Lehmann unter Vertrag. Ein 1892 beabsichtigter Wohnhausanbau kam erst 1895 nach Plänen von Architekt Ludwig Trommler zur Ausführung. Bereits 1900–1901 ließ Förste unter Hinzuziehung des Leipziger Architekten Heinrich Rust einen Villenbau auf dem Grundstück neu errichten. Mit Raffinesse wird der Übergang zwischen zurückspringendem (Villen-)Baukörper und dem in der Straßenflucht stehenden Historismushaus des Nachbargrundstücks gelöst. Der Vorgarten wird durch eine reizvolle Einfriedung gefasst. Für das Wohngebäude kam ein Sockel aus Granitquadern zur Ausführung und eine mit Sandsteinplatten verkleidete Fassade, die Einflüsse der Neorenaissance deutlich zeigt. Mit seiner offenen Vorhalle, dem straßenseitigen Altan, einer angebauten hölzernen Veranda und dem polygonalen Standerker entstand ein Baukörper mit pittoreskem Erscheinungsbild, zu dem die vielgliedrige Dachlandschaft mit Giebeln und Türmchen ebenfalls beiträgt. Im Jahr 1920 kam eine Dachwohnung zur Beantragung, es erfolgten 1946 kleinere Umbauten sowie die Umnutzung des Hauses als Kinderhort. Hierfür kamen in den 1960er Jahren ein Windfang sowie die Mansardenerneuerung zur Beantragung. Vom Februar 1983 datiert der Prüfbericht zum Umbau des Schulhortes in einen Kindergarten. Im Rahmen der umfassenden Gebäudesanierung wurde die Veranda 2003 wiedererrichtet. Baugeschichtlicher, künstlerischer und ortsentwicklungsgeschichtlicher Wert. LfD/2015 | 09292684 |
|                                         | Mietshaus in geschlossener Bebauung | Demmeringstraße 36 (Karte)                                                         | bezeichnet 1889 (Mietshaus) | mit Tordurchfahrt, mit Laden, Klinkerfassade, Treppenhausfenster mit Resten geätzter Verglasung, baugeschichtlich von Bedeutung | 09292685 |
|                                         | Mietshaus in ehemals geschlossener Bebauung | Demmeringstraße 37 (Karte)                                                         | vor 1870 (Mietshaus) | mit Tordurchfahrt und mit zugesetztem Laden, Putzfassade, baugeschichtlich von Bedeutung | 09292686 |
|                                         | Mietshaus in geschlossener Bebauung | Demmeringstraße 38 (Karte)                                                         | um 1900 (Mietshaus) | mit Hausdurchgang, Klinkerfassade, Holzbohlen im Hausdurchgang, baugeschichtlich von Bedeutung | 09261183 |
|                                         | Mietshaus in ehemals geschlossener Bebauung | Demmeringstraße 40 (Karte)                                                         | vor 1890 (Mietshaus) | mit Tordurchfahrt und mit Läden, Klinkerfassade, Stuckkehle und Holzpaneele in der Tordurchfahrt, Schablonenmalerei 1930er Jahre im Treppenhaus, baugeschichtlich von Bedeutung | 09292688 |
| Weitere Bilder                          | Mietshaus in halboffener Bebauung in Ecklage | Demmeringstraße 42 (Karte)                                                         | um 1890 (Mietshaus) | mit Läden, Putzfassade, Eckerker, Holzpaneele und Stuck im Eingangsbereich, baugeschichtlich von Bedeutung | 09292689 |
|                                         | Mietshaus in ehemals geschlossener Bebauung | Demmeringstraße 43 (Karte)                                                         | 1912–1913 (Mietshaus) | interessante Putzfassade, zwei Erker mit Balkons, Reformstil-Architektur, gehörte mit zum benachbarten Kaufhaus Held (Demmeringstraße 45 und Merseburger Straße 84), ortsgeschichtlich und baugeschichtlich von Bedeutung | 09292690 |
|                                         | Kaufhausbau (Anschrift: Demmeringstraße 45 und Merseburger Straße 84) in geschlossener Bebauung in Ecklage | Demmeringstraße 45 (Karte)                                                         | 1912–1913 (Kaufhaus) | markante Putzfassade, Ecklösung mit Turmabschluss, Reformstil-Architektur, städtebaulich, ortsgeschichtlich und baugeschichtlich von Bedeutung (siehe auch Demmeringstraße 43) | 09261669 |
| Weitere Bilder                          | Mietshaus und Fabrikgebäude in geschlossener Bebauung | Demmeringstraße 49 (Karte)                                                         | 1888 (Mietshaus), 1888 (Fabrik) | eine Haushälfte Klinkerfassade, zweite Haushälfte (Fabrik) Putzfassade ehemals mit Werberelief, ortsgeschichtlich von Bedeutung | 09292692 |
| Direkt Bild zu diesem Denkmal hochladen | Mietshaus in halboffener Bebauung | Demmeringstraße 50 (Karte)                                                         | 1905 (Mietshaus); 1914 (Laden) | mit Laden, einfache Putzfassade, baugeschichtlich von Bedeutung | 09292693 |
|                                         | Mietshaus in geschlossener Bebauung (Fabrikgebäude im Hof – siehe Lützner Straße 84) | Demmeringstraße 51 (Karte)                                                         | 1902 (Mietshaus) | Vorderhaus mit Tordurchfahrt, Putzfassade, ehemals Inschrift »Moritz Theod. Rurack Fabrik für Eisenbau«, Windfangtür, baugeschichtlich von Bedeutung | 09292694 |
|                                         | Mietshaus in geschlossener Bebauung (Fabrikgebäude im Hof – siehe Lützner Straße 84) | Demmeringstraße 53 (Karte)                                                         | 1902–1903 (Mietshaus) | Vorderhaus mit Tordurchfahrt, Putzfassade, baugeschichtlich von Bedeutung | 09292695 |
|                                         | Mietshaus in ehemals geschlossener Bebauung | Demmeringstraße 54 (Karte)                                                         | 1911–1912 (Mietshaus) | einfache Putzfassade, Stuck im Eingangsbereich, baugeschichtlich von Bedeutung Der Werkführer Gustav Hecker vergab den Auftrag zur Errichtung eines zweispännigen Mietshauses an das Baugeschäft Carl Brömme in Lindenau, nach der Ablehnung erster Pläne vom Mai 1911 kamen neue Entwürfe vom Juni zur Ausführung. Am 2. März des folgenden Jahres fand die Schlussrevision statt. Baumeister Richard Metzger baute 1921 eine Wohnung im Dachgeschoss aus, Pläne für Instandsetzung und Umbau fallen in das Frühjahr 1992. Im Inneren sind erhalten unter anderem Treppenhaus, Wohnungseingangstüren, einfache Wandfliesen mit Abschlussleiste. Gegenüber dem berühmten Kaufhaus Held gelegener Mietshausbau der Reformstilzeit, baugeschichtlich von Interesse. LfD/2015 | 09292696 |
|                                         | Mietshaus in halboffener Bebauung in Ecklage | Demmeringstraße 55 (Karte)                                                         | um 1905 (Mietshaus) | ehemals mit Eckladen, Putzfassade, baugeschichtlich von Bedeutung | 09292697 |
|                                         | Doppelmietshaus in ehemals geschlossener Bebauung | Demmeringstraße 58; 60 (Karte)                                                     | um 1910 (Doppelmietshaus) | mit Läden, Putzfassade, Reformstil-Architektur, bleiverglaste Treppenhausfenster, Stuckreste im Eingangsbereich, baugeschichtlich von Bedeutung | 09292698 |
|                                         | Wohnhaus einer großzügigen Gutsanlage | Demmeringstraße 62 (Karte)                                                         | 1875 (Wohnhaus) | ortsentwicklungsgeschichtlich und baugeschichtliche von Bedeutung | 09292699 |
|                                         | Mietshaus in geschlossener Bebauung konzipiert | Demmeringstraße 63 (Karte)                                                         | 1902 (Mietshaus) | mit Tordurchfahrt, Klinkerfassade, baugeschichtlich von Bedeutung | 09292700 |
|                                         | Fabrikgebäude (Anschrift: Lützner Straße 102/104 und Demmeringstraße 71) in offener Bebauung | Demmeringstraße 71 (Karte)                                                         | um 1895 (Fabrik) | U- förmige Fabrikanlage, Klinkerfassade, ortsgeschichtlich und industriegeschichtlich von Bedeutung, Zeugnis der Industrialisierung im Leipziger Westen | 09261606 |
|                                         | Mietshaus in geschlossener Bebauung | Demmeringstraße 74 (Karte)                                                         | 1893–1894 (Mietshaus) | Putzfassade, baugeschichtlich von Bedeutung Franz Hagenguth aus der Leipziger Gustav-Adolph-Straße 56 beantragte im Oktober 1890 ein Wohngebäude und Waschhaus für sein Grundstück in der damaligen Poststraße, drei Jahre später wurden der Bauplatz und die erhaltene Konzession an Karl Ernst Rosse und Theodor oder Friedrich Kößling verkauft. Die Ausführung der Pläne geschah in der zweiten Jahreshälfte 1894. Ab 1904 war das Haus im Besitz von Privatkrankenpfleger Ernst Robi Zschille in Dorna bei Grimma, ab 1909 von Restaurateur Matthias Schmid, 1999 und 2000 Bauanträge für Umbau, Sanierung und Modernisierung. Ansprechende gründerzeitliche Putzfassade mit Stuckdekor und kräftigen Fensterverdachungen in den beiden mittleren Geschossen. Zwei Wohnungen pro Etage mit Stube, zwei Kammern, Küche, Korridor und AWC. Die Ausstattung bis zur Sanierung komplett erhalten. LfD/2009 | 09292620 |
|                                         | Mietshaus in geschlossener Bebauung | Demmeringstraße 76 (Karte)                                                         | nach 1905 (Mietshaus) | Klinkerfassade mit Putzgliederung, Stuckkehle und Holzpaneele im Eingangsbereich, baugeschichtlich von Bedeutung | 09292702 |
|                                         | Mietshaus in geschlossener Bebauung in Ecklage | Demmeringstraße 78 (Karte)                                                         | nach 1900 (Mietshaus) | mit Eckladen, Klinkerfassade, Treppenhausfenster mit Resten farbiger Bleiverglasung, Holzpaneele und Stuck im Eingangsbereich, baugeschichtlich von Bedeutung | 09292703 |
|                                         | Mietshaus in geschlossener Bebauung | Demmeringstraße 78a (Karte)                                                        | um 1903 (Mietshaus) | Klinkerfassade, baugeschichtlich von Bedeutung | 09291912 |
|                                         | Mietshaus in geschlossener Bebauung | Demmeringstraße 78b (Karte)                                                        | vor 1905 (Mietshaus) | Klinkerfassade, Schablonenmalerei im Treppenhaus, Stuck und Ausmalung im Eingangsbereich, Terrazzomosaik im Eingangsbereich, baugeschichtlich von Bedeutung, | 09292704 |
|                                         | Mietshaus in halboffener Bebauung in Ecklage | Demmeringstraße 78c (Karte)                                                        | bezeichnet 1905 (Mietshaus) | ehemals mit Eckladen, Klinkerfassade, baugeschichtlich von Bedeutung | 09292705 |
|                                         | Doppelmietshaus (Demmeringstraße 78d und Röntgenstraße 1) in geschlossener Bebauung | Demmeringstraße 78d (Karte)                                                        | um 1895 (Doppelmietshaus) | ehemals mit Eckgaststätte, Putzfassade, Holzpaneele und Stuck im Eingangsbereich, baugeschichtlich von Bedeutung | 09261773 |
|                                         | Mietshaus in halboffener Bebauung | Demmeringstraße 80 (Karte)                                                         | um 1895 (Mietshaus) | Klinkerfassade, baugeschichtlich von Bedeutung | 09292707 |
|                                         | Schulgebäude mit zwei Turnhallen, seitliche Toranlage zum Schulhof, Haupt-Toreinfahrt und Schulhof mit Pflasterung | Demmeringstraße 84 (Karte)                                                         | 1903–1906 (Schule) | charakteristisch gegliederte Putzfassade, durch zwei Risalite gegliedert, im Stil des Historismus, ortsgeschichtlich und baugeschichtlich von Bedeutung | 09292708 |
|                                         | Mietshaus in halboffener Bebauung | Demmeringstraße 87 (Karte)                                                         | nach 1900 (Mietshaus) | mit Tordurchfahrt, Klinkerfassade, baugeschichtlich von Bedeutung | 09292709 |
|                                         | Mietshaus in geschlossener Bebauung | Demmeringstraße 89 (Karte)                                                         | nach 1900 (Mietshaus) | mit Tordurchfahrt, ehemals mit Bäckerladen, Klinkerfassade, Reste geätzter Treppenhausfenster, baugeschichtlich von Bedeutung | 09292710 |
|                                         | Doppelmietshaus (mit Dürrenberger Straße 18) in halboffener Bebauung | Demmeringstraße 91 (Karte)                                                         | um 1905 (Doppelmietshaus) | Klinkerfassade, Treppenhausfenster mit Resten geätzter Verglasung, Stuckkehle und Ausmalung im Eingangsbereich, baugeschichtlich von Bedeutung | 09292711 |
|                                         | Mietshaus in halboffener Bebauung in Ecklage | Demmeringstraße 93 (Karte)                                                         | um 1890 (Mietshaus) | mit Eckladen, Putzfassade, Treppenhausfenster mit Resten geätzter Verglasung, Stuckkehle im Eingangsbereich, baugeschichtlich von Bedeutung | 09292713 |
|                                         | Mietshaus in halboffener Bebauung in Ecklage (bauliche Einheit mit Nr. 100) und Waschhaus im Hof | Demmeringstraße 98 (Karte)                                                         | vor 1900 (Mietshaus) | mit Eckladen, Klinkerfassade, farbige Treppenhausfenster, baugeschichtlich von Bedeutung | 09292714 |
|                                         | Mietshaus in halboffener Bebauung (bauliche Einheit mit Nr. 98) | Demmeringstraße 100 (Karte)                                                        | vor 1900 (Mietshaus) | Klinkerfassade, farbige Treppenhausfenster, Mosaikkacheln mit Wellenband, baugeschichtlich von Bedeutung | 09292715 |
|                                         | Mietshaus in halboffener Bebauung in Ecklage und Garagen im Hof sowie Hofpflasterung | Diakonissenstraße 1 (Karte)                                                        | 1890 (Mietshaus), um 1910 (Garage) | mit Eckladen, Klinkerfassade, sehr schönes Treppenhaus, baugeschichtlich von Bedeutung | 09261130 |
|                                         | Doppelmietshaus (mit Spittastraße 34) in halboffener Bebauung in Ecklage | Diakonissenstraße 1a (Karte)                                                       | um 1900 (Doppelmietshaus) | Klinkerfassade, baugeschichtlich von Bedeutung | 09261131 |
|                                         | Mietshaus in offener Bebauung in Ecklage, mit zwei seitlichen Toreinfahrten | Diakonissenstraße 2 (Karte)                                                        | 1890 (Mietshaus) | mit Eckladen, Klinkerfassade, Stuckkehle im Eingangsbereich, Art-Déco-Ausmalung, baugeschichtlich von Bedeutung | 09261132 |
| Direkt Bild zu diesem Denkmal hochladen | Mietshaus in offener Bebauung | Diakonissenstraße 3 (Karte)                                                        | 1903–1904 (Mietshaus) | Klinkerfassade, baugeschichtlich von Bedeutung | 09298774 |
| Direkt Bild zu diesem Denkmal hochladen | Mietshaus in offener Bebauung | Diakonissenstraße 4 (Karte)                                                        | 1905–1906 (Mietshaus) | Klinkerfassade, baugeschichtlich von Bedeutung | 09298725 |
| Direkt Bild zu diesem Denkmal hochladen | Mietshaus in offener Bebauung in Ecklage | Diakonissenstraße 5 (Karte)                                                        | um 1905 (Mietshaus) | Klinkerfassade, Bleiglasfenster im Treppenhaus, Wohnungstüren mit Supraporten, baugeschichtlich von Bedeutung | 09298705 |
|                                         | Doppelmietshaus (Anschrift: Großmannstraße 11 und Diakonissenstraße 6) in offener Bebauung | Diakonissenstraße 6 (Karte)                                                        | um 1910 (Doppelmietshaus) | mit Eckladen, Putzfassade, Wandfliesen im Eingangsbereich, baugeschichtlich von Bedeutung | 09298706 |
|                                         | Doppelmietshaus (mit Großmannstraße 12) in offener Bebauung | Diakonissenstraße 8 (Karte)                                                        | um 1900 (Doppelmietshaus) | Klinkerfassade, baugeschichtlich von Bedeutung | 09304770 |
| Direkt Bild zu diesem Denkmal hochladen | Doppelmietshaus (mit Ahlfeldstraße 11) in offener Bebauung mit Hofpflasterung | Diakonissenstraße 10 (Karte)                                                       | um 1905 (Doppelmietshaus) | Klinkerfassade, geätzte Treppenhausfenster, baugeschichtlich von Bedeutung | 09261545 |
|                                         | Mietshaus in ehemals geschlossener Bebauung in Ecklage | Dreilindenstraße 1 (Karte)                                                         | 1890er Jahre (Mietshaus) | mit Laden, Klinkerfassade, breiter Eckerker, Holzpaneele und Stuck im Eingangsbereich, städtebaulich und baugeschichtlich von Bedeutung | 09261133 |
|                                         | Mietshaus in ehemals geschlossener Bebauung in Ecklage | Dreilindenstraße 2 (Karte)                                                         | 1890er Jahre (Mietshaus) | mit Läden, Klinkerfassade, ehemals Balkons, Stuck im Eingangsbereich, städtebaulich und baugeschichtlich von Bedeutung | 09261134 |
|                                         | Fabrikhalle in rückwärtiger Lage | Dreilindenstraße 6 (Karte)                                                         | 1902 (Werkstatt) | ehemals auch straßenbegleitendes Mietshaus in geschlossener Bebauung (Nummer 4, Flurstück 301, mit Läden und Tordurchfahrt, elegante Jugendstil-Putzfassade), Werkhalle bekannt als sogenannte Boxerhalle, baugeschichtliche Bedeutung | 09261135 |
|                                         | Mietshaus in ehemals geschlossener Bebauung | Dreilindenstraße 7 (Karte)                                                         | um 1900 (Mietshaus) | Klinkerfassade, baugeschichtlich von Bedeutung | 09261136 |
|                                         | Mietshaus in geschlossener Bebauung | Dreilindenstraße 9 (Karte)                                                         | um 1875 (Mietshaus) | mit Hausdurchgang, Putzfassade, geätzte Treppenhausfenster, baugeschichtlich von Bedeutung | 09261137 |
|                                         | Mietshaus in ehemals geschlossener Bebauung | Dreilindenstraße 11 (Karte)                                                        | um 1900 (Mietshaus) | Klinkerfassade, Stuck im Eingangsbereich, bleiverglaste Treppenhausfenster, baugeschichtlich von Bedeutung | 09261138 |
|                                         | Mietshaus in ehemals geschlossener Bebauung | Dreilindenstraße 12 (Karte)                                                        | um 1895 (Mietshaus) | mit Tordurchfahrt, Klinkerfassade, Holztäfelung in der Tordurchfahrt, Wand- und Deckenstuck, bleiverglaste Treppenhausfenster, baugeschichtlich von Bedeutung | 09261139 |
|                                         | Mietshaus in ehemals geschlossener Bebauung | Dreilindenstraße 15 (Karte)                                                        | um 1890 (Mietshaus) | mit Tordurchfahrt, ehemals mit Laden, Klinkerfassade, baugeschichtlich von Bedeutung | 09292288 |
|                                         | Mietshaus in geschlossener Bebauung | Dreilindenstraße 21 (Karte)                                                        | um 1895 (Mietshaus) | mit Tordurchfahrt, Putzfassade, geätzte Treppenhausfenster, baugeschichtlich von Bedeutung | 09261141 |
|                                         | Mietshaus in geschlossener Bebauung (bauliche Einheit mit Angerstraße 1) | Dreilindenstraße 23 (Karte)                                                        | um 1895 (Mietshaus) | wohl ehemals mit Laden, Klinkerfassade, baugeschichtlich von Bedeutung | 09299082 |
|                                         | Mietshaus in ehemals geschlossener Bebauung | Dreilindenstraße 24 (Karte)                                                        | um 1905 (Mietshaus) | Klinkerfassade, Terrazzo im Eingangsbereich, Reste bleiverglaster Fenster, baugeschichtlich von Bedeutung | 09261142 |
|                                         | Mietshaus in halboffener Bebauung in Ecklage | Dreilindenstraße 25 (Karte)                                                        | um 1895 (Mietshaus) | Klinker-Putz-Fassade, Stuckkehle und Mosaikfliesen im Eingangsbereich, geätzte Treppenhausfenster, baugeschichtlich von Bedeutung | 09261143 |
|                                         | Mietshaus in geschlossener Bebauung und Hofgebäude | Dreilindenstraße 26 (Karte)                                                        | um 1905 (Mietshaus) | Klinkerfassade, Stuck, geätzte Treppenhausfenster, baugeschichtlich von Bedeutung | 09261144 |
|                                         | Mietshaus in geschlossener Bebauung | Dreilindenstraße 28 (Karte)                                                        | um 1910 (Mietshaus) | Putzfassade, Reformstil-Architektur, baugeschichtlich von Bedeutung | 09261145 |
| Weitere Bilder                          | Theatergebäude in geschlossener Bebauung, mit Gaststätte | Dreilindenstraße 30; 32 (Karte)                                                    | 1911–1912 (Theater) | ehemaliges Varieté-Theater, heute Operetten- und Musicaltheater, Putzfassade mit Putzgliederung, bleiverglaste Treppenhausfenster, großer Saal mit kassettierter Tonnendecke, Reformstil-Architektur, baugeschichtlich von Bedeutung | 09261146 |
|                                         | Mietshaus in geschlossener Bebauung | Dürrenberger Straße 1 (Karte)                                                      | um 1900 (Mietshaus) | Klinkerfassade, Stuckkehle im Eingangsbereich und Ausmalung, Treppenhaus mit Schablonenmalerei, baugeschichtlich von Bedeutung | 09261147 |
| Weitere Bilder                          | Doppelmietshaus in geschlossener Bebauung sowie Waschhaus und Werkstattgebäude im Hof | Dürrenberger Straße 3; 5 (Karte)                                                   | um 1900 (Doppelmietshaus) | Vorderhaus mit Tordurchfahrt, Klinkerfassade, baugeschichtlich von Bedeutung | 09261148 |
|                                         | Mietshaus in geschlossener Bebauung | Dürrenberger Straße 6 (Karte)                                                      | um 1895 (Mietshaus) | mit Hausdurchgang, Putzfassade, baugeschichtlich von Bedeutung | 09298726 |
|                                         | Mietshaus in geschlossener Bebauung und Hofpflasterung | Dürrenberger Straße 7 (Karte)                                                      | um 1900 (Mietshaus), um 1910 (Mietshaus) | mit Tordurchfahrt, Klinkerfassade, baugeschichtlich von Bedeutung | 09261150 |
|                                         | Doppelmietshaus in geschlossener Bebauung | Dürrenberger Straße 8; 8a (Karte)                                                  | um 1905 (Doppelmietshaus) | mit Tordurchfahrt, ehemals mit Laden, Klinker-Putz-Fassade, Treppenhaus mit vollständiger Ausmalung, bleiverglaste Treppenhausfenster, Wand- und Deckenstuck, baugeschichtlich von Bedeutung | 09261151 |
|                                         | Mietshaus in geschlossener Bebauung | Dürrenberger Straße 9 (Karte)                                                      | um 1905 (Mietshaus) | Klinkerfassade, Terrazzofußboden, bleiverglaste Treppenhausfenster, baugeschichtlich von Bedeutung | 09261154 |
|                                         | Mietshaus in geschlossener Bebauung | Dürrenberger Straße 10 (Karte)                                                     | um 1902 (Mietshaus) | mit Hausdurchgang, Putzfassade, Holzverkleidung und Ausmalung, Reste geätzter Treppenhausfenster, baugeschichtlich von Bedeutung | 09261155 |
|                                         | Mietshaus in geschlossener Bebauung (bauliche Einheit mit Nr. 13) | Dürrenberger Straße 11 (Karte)                                                     | um 1905 (Mietshaus) | ehemals mit Ladeneinbau, Klinkerfassade, bemalte Holzverkleidung und Stuck im Eingangsbereich, bleiverglaste Treppenhausfenster, baugeschichtlich von Bedeutung | 09261156 |
|                                         | Doppelmietshaus in geschlossener Bebauung und ehemalige Molkerei im Hof | Dürrenberger Straße 12; 14 (Karte)                                                 | um 1902 (Doppelmietshaus) | mit Hausdurchgang und mit Laden, Klinkerfassade, bleiverglaste Treppenhausfenster, baugeschichtlich von Bedeutung | 09261158 |
|                                         | Mietshaus in geschlossener Bebauung (bauliche Einheit mit Nr. 11) | Dürrenberger Straße 13 (Karte)                                                     | um 1900 (Mietshaus) | mit Tordurchfahrt, Klinkerfassade, Stuckkehle in der Tordurchfahrt, baugeschichtlich von Bedeutung | 09261157 |
|                                         | Mietshaus in halboffener Bebauung | Dürrenberger Straße 15 (Karte)                                                     | um 1905 (Mietshaus) | Klinkerfassade, Deckenstuck im Eingangsbereich, Haustür mit Bleiverglasung, baugeschichtlich von Bedeutung | 09261160 |
|                                         | Mietshaus in halboffener Bebauung | Dürrenberger Straße 16 (Karte)                                                     | um 1907 (Mietshaus) | Putzfassade, baugeschichtlich von Bedeutung | 09298728 |
|                                         | Doppelmietshaus (mit Demmeringstraße 91) in halboffener Bebauung in Ecklage | Dürrenberger Straße 18 (Karte)                                                     | um 1905 (Doppelmietshaus) | ehemals mit Eckladen, Klinkerfassade, Eckerker, baugeschichtlich von Bedeutung | 09292712 |
|                                         | Fabrikgebäude | Erich-Köhn-Straße 9 (Karte)                                                        | um 1910 (Fabrikgebäude) | an der Luppe, in Nähe Angerstraße, Klinkerfassade, ehemals Teil des Fabrikgeländes Angerstraße 44, ortsgeschichtlich von Bedeutung | 09298764 |
| Weitere Bilder                          | Einzeldenkmale der Sachgesamtheit Meyersche Häuser Lindenau (Obj. 09304694, Demmeringstraße 8–10): 14 Mietshäuser einer Wohnanlage | Erich-Köhn-Straße 17; 19; 21; 23; 25; 27; 29; 29b; 31; 31b; 33; 35; 37; 39 (Karte) | 1887–1898 (Mehrfamilienwohnhaus) | Teil einer geschlossenen Wohnanlage des sozialen Wohnungsbaus, Putzfassaden mit Ziegelgliederung, baugeschichtlich und sozialgeschichtlich von Bedeutung | 09261906 |
|                                         | Mietshaus in geschlossener Bebauung in Ecklage | Erich-Köhn-Straße 45 (Karte)                                                       | um 1910 (Mietshaus) | mit Läden, Klinkerfassade, baugeschichtlich von Bedeutung | 09261301 |
|                                         | Mietshaus in geschlossener Bebauung | Erich-Köhn-Straße 47 (Karte)                                                       | um 1905 (Mietshaus) | mit Hausdurchfahrt, ehemals mit Laden, Putzfassade, baugeschichtlich von Bedeutung | 09261242 |
|                                         | Mietshaus in geschlossener Bebauung | Erich-Köhn-Straße 49 (Karte)                                                       | um 1912 (Mietshaus) | mit Laden, Putzfassade, Stuck im Eingangsbereich, baugeschichtlich von Bedeutung | 09261244 |
|                                         | Mietshaus in geschlossener Bebauung in Ecklage | Erich-Köhn-Straße 51 (Karte)                                                       | um 1900 (Mietshaus) | mit Läden, Klinkerfassade, Ladenfront original, baugeschichtlich von Bedeutung | 09261245 |
|                                         | Mietshaus in geschlossener Bebauung | Erich-Köhn-Straße 55 (Karte)                                                       | um 1900 (Mietshaus) | mit Hausdurchgang, Putzfassade, baugeschichtlich von Bedeutung | 09298653 |
|                                         | Mietshaus in geschlossener Bebauung | Erich-Köhn-Straße 57 (Karte)                                                       | um 1900 (Mietshaus) | Putzfassade, baugeschichtlich von Bedeutung | 09298652 |
|                                         | Mietshaus in geschlossener Bebauung | Erich-Köhn-Straße 59 (Karte)                                                       | um 1895 (Mietshaus) | mit Tordurchfahrt, Putzfassade, Holzpaneele in der Tordurchfahrt, baugeschichtlich von Bedeutung | 09298651 |
|                                         | Mietshaus in geschlossener Bebauung | Erich-Köhn-Straße 61 (Karte)                                                       | um 1905 (Mietshaus) | mit Tordurchfahrt, Putzfassade, baugeschichtlich von Bedeutung | 09261247 |
|                                         | Mietshaus in geschlossener Bebauung | Erich-Köhn-Straße 61b (Karte)                                                      | um 1895 (Mietshaus) | mit Tordurchfahrt, Putzfassade, baugeschichtlich von Bedeutung | 09298650 |
|                                         | Wohnhaus in offener Bebauung, Werkstattgebäude im Hof und seitliche Toreinfahrt | Erich-Köhn-Straße 62 (Karte)                                                       | vor 1870 (Wohnhaus), 1928 (Werkstatt) | schlichte Putzfassade, ortsentwicklungsgeschichtlich und sozialgeschichtlich von Bedeutung | 09261248 |
|                                         | Mietshaus in geschlossener Bebauung | Erich-Köhn-Straße 63 (Karte)                                                       | um 1900 (Mietshaus) | Putzfassade, baugeschichtlich von Bedeutung | 09261249 |
|                                         | Mietshaus in geschlossener Bebauung | Erich-Köhn-Straße 63a (Karte)                                                      | um 1895 (Mietshaus) | mit Tordurchfahrt, ehemals mit Laden, Putzfassade, baugeschichtlich von Bedeutung | 09261250 |
|                                         | Mietshaus in geschlossener Bebauung | Erich-Köhn-Straße 64 (Karte)                                                       | um 1900 (Mietshaus) | mit Hausdurchgang und mit Laden, Putzfassade, baugeschichtlich von Bedeutung | 09261251 |
|                                         | Mietshaus in geschlossener Bebauung | Erich-Köhn-Straße 67 (Karte)                                                       | 1887–1888 (Mietshaus) | mit Hausdurchgang, Putzfassade, baugeschichtlich von Bedeutung Als Zweispänner mit Korridor, Küche, Stube und zwei Kammern – jedoch nur mit einem Abort auf der halben Treppe für jeweils zwei Wohnungen – wurde das sechsachsige Mietshaus 1887 bis 1888 errichtet (Albertinerstraße, später Wettinerstraße). Bauherr war Carl Nelb senior aus der Gundorfer Straße in Lindenau, die Gundorfer Straße übrigens galt als eine der besten Geschäftslagen in Leipzig-Lindenau. Für Entwurf und Ausführung darf wohl Baumeister F. Otto Lehmann angenommen werden. 1893 wurden Beschleusungspläne eingereicht, im Jahr 1911 durch Kaufmann Johannes Robert Funke der Antrag zum Umbau des Erdgeschosses eingereicht. Eigentümer in der Folgezeit waren Kaufmann Wilhelm Paul Elze, Curt Fritz Winkler und ab Juni Dr. Konrad Lewinsohn „im Wege der Rückübertragung zur Abgeltung des Wiedergutmachungsanspruchs“. Traditioneller Gründerzeitbau mit Putzfassade über Bruchsteinsockel, Hausdurchgang, Stuckdekor und ausgebautem, wohl ehemals mit Schiefer gedecktem Mansardgeschoß. LfD/2008 | 09302301 |
|                                         | Mietshaus in geschlossener Bebauung und Hofgebäude | Erich-Köhn-Straße 68 (Karte)                                                       | um 1905 (Mietshaus) | Vorderhaus mit Tordurchfahrt und mit Läden, Klinker-Putz-Fassade, Windfangtür, Stuck im Eingangsbereich, baugeschichtlich von Bedeutung | 09261252 |
|                                         | Mietshaus in geschlossener Bebauung und Hofgebäude | Erich-Köhn-Straße 70 (Karte)                                                       | 1903–1904 (Mietshaus), 1904 (Nebengebäude) | Vorderhaus mit Tordurchfahrt und mit Läden, Klinkerfassade, Treppenhausfenster mit Resten farbiger Bleiverglasung, Windfangtür, baugeschichtlich von Bedeutung, KEINE detaillierte Aktenauswertung! | 09261253 |
|                                         | Mietshaus in halboffener Bebauung in Ecklage | Erich-Köhn-Straße 74 (Karte)                                                       | um 1900 (Mietshaus) | ehemals mit Laden, historisierende Putzfassade, baugeschichtlich von Bedeutung | 09298649 |
|                                         | Mietshaus in geschlossener Bebauung | Erich-Köhn-Straße 75 (Karte)                                                       | um 1905 (Mietshaus) | mit Tordurchfahrt, ehemals mit Laden, Putzfassade, baugeschichtlich von Bedeutung | 09261254 |
|                                         | Mietshaus in halboffener Bebauung, mit seitlicher Pforte | Erich-Köhn-Straße 76 (Karte)                                                       | um 1870 (Mietshaus) | Putzfassade, baugeschichtlich von Bedeutung | 09262412 |
|                                         | Mietshaus in geschlossener Bebauung | Erich-Köhn-Straße 77 (Karte)                                                       | um 1905 (Mietshaus) | mit Tordurchfahrt, Putzfassade, Tordurchfahrt mit Resten der Ausmalung und Verblendziegel, baugeschichtlich von Bedeutung | 09261255 |
|                                         | Mietshaus in halboffener Bebauung | Erich-Köhn-Straße 79 (Karte)                                                       | um 1905 (Mietshaus) | Putzfassade, baugeschichtlich von Bedeutung | 09261256 |
|                                         | Mietshaus in geschlossener Bebauung | Erich-Köhn-Straße 108 (Karte)                                                      | um 1900 (Mietshaus) | mit Tordurchfahrt, Putzfassade, baugeschichtlich von Bedeutung | 09298671 |
|                                         | Mietshaus in geschlossener Bebauung | Erich-Köhn-Straße 112 (Karte)                                                      | um 1902 (Mietshaus) | mit Hausdurchgang, Klinkerfassade, baugeschichtlich von Bedeutung | 09261725 |
|                                         | Mietshaus in geschlossener Bebauung | Erich-Köhn-Straße 114 (Karte)                                                      | um 1900 (Mietshaus) | mit Tordurchfahrt, Klinkerfassade, baugeschichtlich von Bedeutung | 09298670 |
|                                         | Mietshaus in geschlossener Bebauung in Ecklage | Erich-Köhn-Straße 116 (Karte)                                                      | um 1910 (Mietshaus) | mit Tordurchfahrt und mit Eckladen, Klinkerfassade, baugeschichtlich von Bedeutung | 09261258 |
|                                         | Mietshaus in geschlossener Bebauung | Flemmingstraße 1 (Karte)                                                           | um 1905 (Mietshaus) | Klinkerfassade, Stuckkehle im Eingangsbereich, baugeschichtlich von Bedeutung | 09261268 |
|                                         | Doppelmietshaus (mit William-Zipperer-Straße 57) in halboffener Bebauung in Ecklage | Flemmingstraße 2 (Karte)                                                           | 1899–1900 (Doppelmietshaus) | ehemals mit Eckladen, Klinkerfassade, fünfeckiges Treppenauge, Stuck im Eingangsbereich, baugeschichtlich von Bedeutung | 09261269 |
|                                         | Mietshaus in geschlossener Bebauung | Flemmingstraße 4 (Karte)                                                           | um 1900 (Mietshaus) | Klinkerfassade, Stuck und Landschaftswandmalerei im Eingangsbereich, Treppenhaus Reste von Schablonenmalerei, Treppenhausfenster mit Resten geätzter Verglasung, baugeschichtlich von Bedeutung | 09261270 |
|                                         | Mietshaus in geschlossener Bebauung | Flemmingstraße 5 (Karte)                                                           | um 1905 (Mietshaus) | mit Tordurchfahrt, ehemals mit Laden, Putzfassade mit historischen Werbeschriften, Schablonenmalerei im Treppenhaus, Treppenhausfenster mit Resten geätzter Verglasung, baugeschichtlich von Bedeutung | 09261271 |
|                                         | Mietshaus in geschlossener Bebauung | Flemmingstraße 6 (Karte)                                                           | um 1905 (Mietshaus) | mit Tordurchfahrt, Klinkerfassade, Treppenhausfenster mit farbiger Verglasung, Holzverkleidung in der Tordurchfahrt, baugeschichtlich von Bedeutung | 09261272 |
|                                         | Mietshaus in geschlossener Bebauung | Flemmingstraße 7 (Karte)                                                           | um 1905 (Mietshaus) | Putz-Klinker-Fassade, Holzpaneele und Stuckkehle im Eingangsbereich, baugeschichtlich von Bedeutung | 09261273 |
|                                         | Mietshaus in geschlossener Bebauung | Flemmingstraße 8 (Karte)                                                           | um 1905 (Mietshaus) | mit Tordurchfahrt, Klinkerfassade, Fußbodenfliesen und Holzpaneele in der Tordurchfahrt, Treppenhausfenster mit farbiger Verglasung, baugeschichtlich von Bedeutung | 09261274 |
| Weitere Bilder                          | Doppelmietshaus (Nr. 9/11) in geschlossener Bebauung und ehemaliges Fabrikgebäude (Nr. 9a) im Hof | Flemmingstraße 9; 9a; 11 (Karte)                                                   | um 1910 (Doppelmietshaus) | Vorderhaus mit Tordurchfahrt und ehemals mit Laden, Putzfassade, Laden original, Stuckdecke im Eingangsbereich, Nummer 9 mit Ausmalung, Hinterhaus Putzfassade mit Klinkergliederung, ortshistorisch und baugeschichtlich von Bedeutung | 09261275 |
|                                         | Mietshaus in geschlossener Bebauung | Flemmingstraße 10 (Karte)                                                          | 1903–1904 (Mietshaus) | Klinkerfassade, baugeschichtlich und ortsentwicklungsgeschichtlich bedeutsam Das zu entwickelnde Quartier wurde als „Bebauungsplan des Seifenfabrikanten Moritz Friedrich“ bezeichnet, auf dem Flurstück 898q erbaute der Lindenauer Maurer Hermann Paul Schmeißer im Eigenauftrag ein Wohngebäude. Entwürfe steuerte der Architekt Gustav Bobach bei, der in der Ausführungszeit 1903/1904 zudem als Bauleiter fungierte. Kurz vor der Schlussprüfung übernahm der Zimmermeister Karl Friedrich Franke das Grundstück. In der Besitzerreihe folgten: Friedrichs Erben, Theodor Richard Pfützner, Straßenbahnschaffner Friedrich Paul Tittmann, Gastwirt Emil Richard Sperling sowie Dr. med. dent. Otto Miehe. Letzterer scheiterte in der zweiten Jähreshälfte 1945 mit dem Ansinnen eines Dachgeschossausbaus (Entwurf von Architekt Gustav Wadewitz). Hinter der Klinkerfassade über genutetem Erdgeschoss und Klinkersockel waren 1903 zwei Wohnungen im Parterre und je drei Wohnungen in den darüber befindlichen Etagen vorgesehen. Die Straßenfront in symmetrischem Aufbau mit leichter Betonung der beiden mittleren Etagen, der Mittelachse und der jeweils beiden äußeren Achsen. Der Mietwohnungsbau aus der Zeit des Jugendstils mit baugeschichtlichem Wert, das Haus ist Zeugnis des Ortserweiterungsgebietes. LfD/2013 | 09304934 |
|                                         | Mietshaus in geschlossener Bebauung (bauliche Einheit mit Nr. 14) | Flemmingstraße 12 (Karte)                                                          | um 1905 (Mietshaus) | Klinkerfassade, Wand- und Deckenstuck im Eingangsbereich, farbige Treppenhausfenster, baugeschichtlich von Bedeutung | 09261276 |
|                                         | Mietshaus in geschlossener Bebauung und Hofgebäude | Flemmingstraße 13 (Karte)                                                          | um 1905 (Mietshaus) | Vorderhaus mit Tordurchfahrt, Klinker-Putz-Fassade, bleiverglaste Treppenhausfenster, baugeschichtlich von Bedeutung | 09261277 |
|                                         | Mietshaus in geschlossener Bebauung (bauliche Einheit mit Nr. 12) | Flemmingstraße 14 (Karte)                                                          | um 1905 (Mietshaus) | Klinkerfassade, Stuck im Eingangsbereich, Treppenhausfenster mit Resten farbiger Bleiverglasung, baugeschichtlich von Bedeutung | 09261278 |
|                                         | Mietshaus in geschlossener Bebauung | Flemmingstraße 15 (Karte)                                                          | um 1905 (Mietshaus) | Klinkerfassade, Holzpaneele und Stuckgliederung im Eingangsbereich, baugeschichtlich von Bedeutung | 09261279 |
|                                         | Mietshaus in geschlossener Bebauung | Flemmingstraße 16 (Karte)                                                          | um 1905 (Mietshaus) | Klinkerfassade, Wand- und Deckenstuck im Eingangsbereich, baugeschichtlich von Bedeutung | 09261280 |
| Weitere Bilder                          | Doppelmietshaus in offener Bebauung in Ecklage, mit seitlicher Pforte bei Nr. 3 und Hofpflasterung | Friesenstraße 1; 3 (Karte)                                                         | um 1920 (Doppelmietshaus) | Putzfassade, im traditionalistischen Stil, vergleiche auch Friesenstraße 9/Paul-Küstner-Straße 1, baugeschichtlich von Bedeutung | 09292221 |
| Direkt Bild zu diesem Denkmal hochladen | Vereinshaus und Turnhalle in rückwärtiger Grundstückslage | Friesenstraße 6 (Karte)                                                            | 1880 (Turnhalle) | Vereinshaus Putzbau mit Ziegelgliederung und Fachwerkelementen, ortsgeschichtlich und baugeschichtlich von Bedeutung | 09261283 |
|                                         | Doppelmietshaus (mit Paul-Küstner-Straße 1) in offener Bebauung in Ecklage, mit seitlicher Einfriedung und Toreinfahrt | Friesenstraße 9 (Karte)                                                            | 1925–1926 (Doppelmietshaus) | Putzfassade, Haustür mit farbig verglastem Oberlicht, bleiverglaste Treppenhausfenster, baugeschichtlich von Bedeutung Für das 1925/1926 erbaute dreigeschossige Mietshaus in Ecklage zur damaligen Ottostraße zeichnete die Allgemeine Wohnhaus-Baugesellschaft mbH Leipzig verantwortlich. Verträge bestanden mit dem bauleitenden Architekten F. Otto Gerstenberger für Pläne und Entwürfe sowie den Baumeistern R. Rost und Marx für die Ausführung der Erd- und Maurerarbeiten. Mit glatter Putzfassade entstand ein Doppelhaus mit Paul-Küstner-Straße 1 in offener Bauweise, nebst seitlichen Zufahrten. Pro Haus und Etage konnten drei Wohnungen mit innenliegendem Bad und WC abgemietet werden, eine zweite Dachwohnung im Sommer 1926 bedurfte der Erfüllung gesonderter Auflagen. Neue Fenster kamen in der zweiten Jahreshälfte 1997 zum Einbau, eine Komplettsanierung war 2018 noch nicht begonnen. Überdurchschnittlich ist die Ausstattung, ganz im Gegensatz zum sehr einfachen straßenseitigen Fassadenbild, das auf schmückenden Dekor mit Ausnahme einiger Fensterrahmungen verzichtet. Straßenbildprägend wirkungsvoll zeigt sich der Eckbau, der einen baugeschichtlichen Wert besitzt. LfD/2018 | 09261284 |
| Weitere Bilder                          | Doppelmietshaus in offener Bebauung in Ecklage, mit seitlicher Einfriedung | Friesenstraße 9a; 9b (Karte)                                                       | um 1930 (Doppelmietshaus) | Putzfassade, bleiverglaste Treppenhausfenster, baugeschichtlich von Bedeutung | 09292621 |
|                                         | Doppelmietshaus (mit Rietschelstraße 27) in offener Bebauung mit seitlicher Einfriedung | Friesenstraße 11 (Karte)                                                           | 1914 (Doppelmietshaus) | Putzfassade, Stuck im Eingangsbereich, Treppenhausfenster mit Resten farbiger Bleiverglasung, Reformstil-Architektur, baugeschichtlich von Bedeutung Auf einem ehemals der Leipziger Westend-Baugesellschaft gehörenden Grundstück wurde das dreigeschossige Vorderwohngebäude für und durch den Bauunternehmer Gustav Albrecht Heinichen errichtet. Entwerfender Architekt und Bauleiter war Karl Voigt, wohnhaft in Lindenau, Calvisiusstraße. Nach sechs Wochen Prüfungsfrist wurde am 1. Mai 1914 die Baugenehmigung erteilt und am 22. September des gleichen Jahres die Schlussprüfung vollzogen. Sämtliche Einfriedungen auf dem Terrain der Westend-Baugesellschaft hatten nach einheitlichem Plane zu erfolgen und waren weiß zu streichen. Das Mietshaus selbst entstand nur wenig früher als der Anschlussbau Rietschelstraße 27. Prägende Elemente der wirkungsvollen Putzfassade sind die Erker mit Gliederung durch Putzlisenen und rundbogig abgeschlossenem Zwerchhaus am Giebel, große Fenster und eine bewegte Dachlandschaft, der Hauseingang an der Hofseite. 1947 Vorhabenfreigabe für den Einbau einer Dachgeschoßwohnung, Sanierung hauptsächlich über den Zeitraum 1997–2000. LfD/2007 | 09261765 |
| Direkt Bild zu diesem Denkmal hochladen | Vereinshaus einer Kleingartenanlage | Friesenstraße 17 (Karte)                                                           | um 1900 (Vereinshaus) | Putzbau mit Klinker- und Blendfachwerkgliederung, bauhistorisch und ortsgeschichtlich von Bedeutung | 09261281 |
| Weitere Bilder                          | Platzanlage | Gellertplatz (Karte)                                                               | 1880er Jahre (Schmuckplatz) | Schmuckplatz mit altem Baumbestand, ortsgeschichtlich und entwicklungsgeschichtlich von Bedeutung | 09261285 |
|                                         | Mietshaus in halboffener Bebauung in Ecklage | Gellertplatz 1 (Karte)                                                             | um 1900 (Mietshaus) | mit Eckladen, repräsentative Klinkerfassade, Eckbetonung, baugeschichtlich von Bedeutung | 09261286 |
|                                         | Mietshaus in halboffener Bebauung in Ecklage | Gellertplatz 2 (Karte)                                                             | um 1900 (Mietshaus) | Klinkerfassade mit reicher Stuckgliederung, Eckbetonung, baugeschichtlich von Bedeutung | 09261287 |
|                                         | Mietshaus in offener Bebauung und in Ecklage | Gemeindeamtsstraße 1 (Karte)                                                       | um 1880 (Mietshaus) | mit Laden, Klinkerfassade, baugeschichtlich von Bedeutung | 09261288 |
|                                         | Wohnhaus in ehemals geschlossener Bebauung | Gemeindeamtsstraße 7 (Karte)                                                       | um 1925 (Wohnhaus) | mit Tordurchfahrt, Putzfassade im Art-Déco-Stil, Ausmalung im Eingangsbereich, bleiverglaste Treppenhausfenster, baugeschichtlich von Bedeutung | 09261290 |
|                                         | Schule (Gemeindeamtsstraße 8) mit Vorgarten, Einfriedung und Nebengebäude (Demmeringstraße 31) im Hof (Nachbarschaftsschule Leipzig) | Gemeindeamtsstraße 8 (Karte)                                                       | 1890 (Schule) | Putzfassade, baugeschichtlich und sozialgeschichtlich von Bedeutung | 09261291 |
|                                         | Mietshaus in halboffener Bebauung | Gemeindeamtsstraße 17 (Karte)                                                      | um 1900/1905 (Mietshaus) | weißgelbe Klinkerfassade, Wand- und Deckenstuck im Eingangsbereich, bleiverglaste Treppenhausfenster, baugeschichtlich von Bedeutung | 09261292 |
| Direkt Bild zu diesem Denkmal hochladen | Kaufhaus (Anschrift: Lützner Straße 70 und Gemeindeamtsstraße 19) in halboffener Bebauung in Ecklage | Gemeindeamtsstraße 19 (Karte)                                                      | 1930–1935 (Kaufhaus) | Kunststeinfassade, im Stil der 1920er/1930er Jahre, baugeschichtlich von Bedeutung | 09261593 |
|                                         | Doppelmietshaus (Merseburger Straße 80 und Gemeindeamtsstraße 26) in halboffener Bebauung und in Ecklage | Gemeindeamtsstraße 26 (Karte)                                                      | 1887 (Mietshaus) | mit Läden, Klinkerfassade, Eckerker, Haustür um 1910, Holzpaneele im Eingangsbereich, baugeschichtlich von Bedeutung | 09261667 |
| Weitere Bilder                          | Platzanlage | Georgplatz (Karte)                                                                 | 1880er Jahre (Schmuckplatz) | Schmuckplatz mit altem Baumbestand, Wegepflasterung zur Spittastraße, ortsgeschichtlich von Bedeutung | 09261294 |
|                                         | Mietshaus in halboffener Bebauung (bauliche Einheit mit Spittastraße 3), mit seitlicher Toreinfahrt, Garten und Hofpflasterung | Georgplatz 1 (Karte)                                                               | um 1890 (Mietshaus) | Klinkerfassade, strukturierte Treppenhausfenster, baugeschichtlich von Bedeutung | 09261295 |
|                                         | Mietshaus in halboffener Bebauung mit Hofgebäude, Garten und Hofpflasterung | Georgplatz 4 (Karte)                                                               | um 1890 (Mietshaus) | Klinkerfassade, baugeschichtlich von Bedeutung | 09261296 |
|                                         | Doppelmietshaus (mit Merseburger Straße 94) in halboffener Bebauung in Ecklage | Georg-Schwarz-Straße 1 (Karte)                                                     | bezeichnet 1898 (Doppelmietshaus) | mit Läden, repräsentative Klinkerfassade, Eckbetonung durch Erker und Balkons, schöne Fußbodenkacheln und Stuckkehle im Eingangsbereich, gründerzeitlicher Prachtbau in exponierter Ecklage, städtebaulich und baugeschichtlich von Bedeutung | 09261298 |
|                                         | Mietshaus in halboffener Bebauung | Georg-Schwarz-Straße 2 (Karte)                                                     | um 1905 (Mietshaus) | mit Läden, Klinker-Putz-Fassade, Stuckkehle im Eingangsbereich, baugeschichtlich von Bedeutung | 09298769 |
|                                         | Mietshaus in halboffener Bebauung | Georg-Schwarz-Straße 3 (Karte)                                                     | 1903–1904 (Mietshaus) | mit Läden, späthistoristische Putzfassade mit Fachwerkelementen, Putti im Eingangsbereich, baugeschichtlich von Bedeutung Architekt Carl Fischer stellte im März 1903 den Antrag zur Parzellierung des Areals und im Mai zur Bebauung des Grundstücks mit einem Vorderwohngebäude, übernahm zugleich die Baukosten und die Ausführung der Arbeiten. Auf schmalem Grundstück entstand in halboffener Bebauung ein Haus mit Geschäftszone sowie jeweils einer Wohnung in den oberen Etagen (bereits mit innenliegendem Bad/WC). Am 29. Februar 1904 erfolgte die Schlussprüfung, angebaut war rückwärtig ein Waschhaus und eingerichtet waren vier Mietergärten. Straßenseitig dominiert ein mächtiger Kastenerker auf mit Köpfen verzierten Tragkonsolen die reizvolle Jugendstilfassade, die durch Dekor, Kunststeinfensterrahmungen und Sichtfachwerk bereichert ist. Raffiniert ist das Treppenhaus über ovalem Grundriss, Teile der gediegenen Ausstattung sind auch nach erfolgter Sanierung erhalten. In städtebaulich wichtiger Lage befindlicher Jugendstilbau mit baugeschichtlichem Wert. LfD/2014, 2015 | 09261299 |
| Direkt Bild zu diesem Denkmal hochladen | Werkstattgebäude im Hof | Georg-Schwarz-Straße 4 (Karte)                                                     | 1924 (Werkstatt) | Klinkerbau, nur wenige Zeugnisse dieser kleinbetrieblichen Produktionsstätten aus den 1920er Jahren sind erhalten – daraus resultiert der baugeschichtliche und ortsgeschichtliche Wert der beschriebenen Klinkerbauten Bauwerber Julius Kaiser, Inhaber einer Eisenbau- und Kunstschmiede, ließ 1923 ein eingeschossiges Werkstellengebäude nach Planung des Architekten Carl Voigt errichten, Bauleitung übernahm Architekt Richard Edler und die Ausführung das Unternehmen Albin Zehmisch. Tekturen auf den Zeichnungen stammen von der Architektengemeinschaft Crawfurd-Jensen & Edler mit Sitz in der Leipziger Burgstraße 1–5. Auf dem zunächst bis zur William-Zipperer-Straße 15 reichenden Durchgangsgrundstück wurden in Folge die Einfriedung mit Zählerhäuschen (1923), Lagerschuppen (1925), eine Benzinzapfstelle (1925) ein Ladenbau (1928) und weitere Werkstellen, teilweise mit Wohnungseinbau, errichtet. Von Seltenheitswert war ein in Stahlbauweise errichteter Verkaufsraum (1926) für die Fa. Sächsische Keks- und Waffelfabrik Ernst Schneider AG, produziert von der 1846 gegründeten Carl Kästner AG, Geldschrankfabrik und Tresorbauanstalt in Leipzig. Das denkmalgeschützte Werkstattgebäude erfuhr 1924 eine Aufstockung und Erweiterung durch die ausführenden Baumeister des Baugeschäfts Berger & Weiland aus Lindenau. Große Fenster und eine strenge Klinkerarchitektur charakterisieren das mit einem Flachdach abgeschlossene Gebäude. Nur wenige solcher Zeugnisse der kleinbetrieblichen Produktionsstätten aus den 1920er Jahren haben sich erhalten – daraus resultiert der baugeschichtliche und ortsgeschichtliche Wert der beschriebenen Klinkerbauten. LfD/2013 | 09261153 |
|                                         | Mietshaus in geschlossener Bebauung | Georg-Schwarz-Straße 5 (Karte)                                                     | um 1905 (Mietshaus) | mit Läden, Klinkerfassade, Wand- und Deckenstuck im Eingangsbereich, baugeschichtlich von Bedeutung | 09261302 |
|                                         | Mietshaus in geschlossener Bebauung | Georg-Schwarz-Straße 7 (Karte)                                                     | um 1905 (Mietshaus) | mit Hausdurchgang, mit Laden, Klinkerfassade, Ladeneingang original, baugeschichtlich von Bedeutung | 09261303 |
|                                         | Mietshaus in geschlossener Bebauung | Georg-Schwarz-Straße 8 (Karte)                                                     | um 1900 (Mietshaus) | mit Tordurchfahrt und Läden, schlichte Klinkerfassade, baugeschichtlich von Bedeutung | 09261304 |
|                                         | Mietshaus in geschlossener Bebauung | Georg-Schwarz-Straße 9 (Karte)                                                     | um 1905 (Mietshaus) | mit Läden, Klinkerfassade, zwei Läden mit alten Reklametafeln, Stuck im Eingangsbereich, baugeschichtlich von Bedeutung | 09261305 |
|                                         | Mietshaus in ehemals geschlossener Bebauung in Ecklage | Georg-Schwarz-Straße 10 (Karte)                                                    | um 1900 (Mietshaus) | mit Läden, Klinkerfassade, baugeschichtlich von Bedeutung | 09261306 |
|                                         | Mietshaus in geschlossener Bebauung | Georg-Schwarz-Straße 11 (Karte)                                                    | um 1910, im Kern wohl älter (Mietshaus) | mit Tordurchfahrt, mit Läden, Putzfassade im Reformstil der Zeit um 1910, Haustür mit bleiverglastem Oberlicht, Stuck und Terrazzo im Eingangsbereich, baugeschichtlich von Bedeutung | 09261307 |
|                                         | Mietshaus in geschlossener Bebauung in Ecklage | Georg-Schwarz-Straße 14 (Karte)                                                    | um 1905 (Mietshaus) | mit Eckladen, Putzfassade, baugeschichtlich von Bedeutung | 09298646 |
|                                         | Mietshaus in geschlossener Bebauung in Ecklage | Georg-Schwarz-Straße 15 (Karte)                                                    | Ende 19. Jh. (Mietshaus), Fassade um 1910 (Mietshaus) | Putzfassade, Wandfliesen mit Abschlussleiste, baugeschichtlich von Bedeutung | 09298669 |
| Weitere Bilder                          | Mietshaus in geschlossener Bebauung in Ecklage | Georg-Schwarz-Straße 17 (Karte)                                                    | um 1905 (Mietshaus) | mit Eckladen, Putzfassade, Stuckkehle im Eingangsbereich, Ätzglas und Schablonenmalerei im Treppenhaus, baugeschichtlich von Bedeutung | 09298672 |
|                                         | Mietshaus in geschlossener Bebauung | Georg-Schwarz-Straße 18 (Karte)                                                    | 1890–1892 (Mietshaus) | Vorderhaus mit Tordurchfahrt, mit Läden, Putzfassade, Holzpaneele im Eingangsbereich, baugeschichtlich von Bedeutung Tischlermeister August Theile aus Magdeburg fungierte als Bauunternehmer für den Mietshausbau nach Entwürfen von Architekt Hermann Knorr. Drei Wohnungen pro Etage waren jeweils mit Stube, zwei Kammern, Küche und AWC vorgesehen, im Erdgeschoss wegen der Durchfahrt nur eine Wohnung. Die mit Baugenehmigung vom 28. Juli 1890 ausgereichte Konzession ging an Mosaik- und Steinsetzmeister Robert Schmölling über, der im März 1892 die Schlußabnahme für das errichtete Vorderwohngebäude und das Waschhaus beantragte. Ein halbes Jahr später sollte der Laden vergrößert werden und Kaufmann August Christoph Steinbrück reichte 1899 den Antrag für einen Pferdestallneubau im Hof bei der Behörde ein. 1902 erfolgte ein Ladeneinbau nach Plan von Architekt Gustav Emil Reiche, der im Jahr 1958 als Konsum-Selbstbedienungsladen noch betrieben wurde. Reich mit Putzstrukturen, Kunststeingliederungen und Stuckdekor versehene historistische Fassade, u. a. Kymationleiste an der Traufe, sowie ausgebautes Mansardgeschoß. Mit hoher Originalität und Authentizität erhaltener historistischer Mietshausbau im geschlossenen Ensemble einer der wichtigsten Leipziger Erschließungsstraßen. LfD/2012 | 09261308 |
|                                         | Mietshaus in geschlossener Bebauung (bauliche Einheit mit Calvisiusstraße 22a) | Georg-Schwarz-Straße 18b (Karte)                                                   | um 1912 (Mietshaus) | mit Hausdurchgang, Putzfassade, Wandfliesen mit Ornament, Bleiglasfenster und Schablonenmalerei im Treppenhaus, baugeschichtlich von Bedeutung | 09298640 |
|                                         | Mietshaus in geschlossener Bebauung | Georg-Schwarz-Straße 19 (Karte)                                                    | um 1905 (Mietshaus) | mit Läden, Klinkerfassade, Läden mit alten Reklametafeln, Stuckgliederung im Eingangsbereich, baugeschichtlich von Bedeutung | 09261309 |
|                                         | Mietshaus in geschlossener Bebauung | Georg-Schwarz-Straße 20 (Karte)                                                    | um 1895 (Mietshaus) | mit Tordurchfahrt und mit Laden, Putzfassade, baugeschichtlich von Bedeutung | 09294141 |
|                                         | Mietshaus in geschlossener Bebauung | Georg-Schwarz-Straße 21 (Karte)                                                    | um 1900 (Mietshaus) | mit Tordurchfahrt, mit Laden, Klinkerfassade, baugeschichtlich von Bedeutung | 09261310 |
| Direkt Bild zu diesem Denkmal hochladen | Mietshaus in geschlossener Bebauung | Georg-Schwarz-Straße 22 (Karte)                                                    | um 1895 (Mietshaus) | mit zwei Läden, Putzfassade, baugeschichtlich von Bedeutung | 09298639 |
|                                         | Mietshaus in halboffener Bebauung in Ecklage | Georg-Schwarz-Straße 24 (Karte)                                                    | um 1900 (Mietshaus) | mit Eckladen, Putzfassade, baugeschichtlich von Bedeutung | 09298638 |
|                                         | Mietshaus in geschlossener Bebauung | Georg-Schwarz-Straße 29 (Karte)                                                    | um 1900 (Mietshaus) | mit Ladeneinbauten, Putzfassade, baugeschichtlich von Bedeutung | 09298687 |
|                                         | Mietshaus in geschlossener Bebauung (bauliche Einheit mit Uhlandstraße 26) | Georg-Schwarz-Straße 30 (Karte)                                                    | um 1900 (Mietshaus) | mit Tordurchfahrt und mit Laden, Klinkerfassade, Ladeneinbau um 1925, baugeschichtlich von Bedeutung | 09261311 |
|                                         | Drei Mietshäuser in geschlossener Bebauung | Georg-Schwarz-Straße 32; 34; 36 (Karte)                                            | um 1905 (Mietshaus) | mit Läden, Klinkerfassade, Wand- und Deckenstuck im Eingangsbereich, Nummer 36 Deckengemälde, Nummer 32 Schablonenmalerei, im Stil des Späthistorismus, baugeschichtlich von Bedeutung | 09261313 |
|                                         | Mietshaus in geschlossener Bebauung, heute Hotel | Georg-Schwarz-Straße 33 (Karte)                                                    | nach 1905 (Mietshaus) | ehemals mit Läden, Putzfassade, baugeschichtlich von Bedeutung | 09261312 |
|                                         | Mietshaus in halboffener Bebauung in Ecklage, heute Hotel | Georg-Schwarz-Straße 35 (Karte)                                                    | um 1910 (Mietshaus) | Putzfassade, baugeschichtlich von Bedeutung | 09298689 |
|                                         | Doppelmietshaus (mit Spittastraße 18) in offener Bebauung in Ecklage | Georg-Schwarz-Straße 37 (Karte)                                                    | um 1900 (Doppelmietshaus) | mit Läden, Klinkerfassade, Eckbetonung, baugeschichtlich von Bedeutung | 09261314 |
|                                         | Mietshaus in geschlossener Bebauung in Ecklage | Georg-Schwarz-Straße 38 (Karte)                                                    | um 1905 (Mietshaus) | mit Tordurchfahrt, mit Eckladen, Putz-Klinker-Fassade, Stuckkehle im Eingangsbereich, Windfangtür, baugeschichtlich von Bedeutung | 09261316 |
|                                         | Doppelmietshaus (mit Uhlandstraße 25) in offener Bebauung in Ecklage, mit seitlicher Toreinfahrt | Georg-Schwarz-Straße 39 (Karte)                                                    | um 1900 (Doppelmietshaus) | mit Laden, Klinkerfassade, qualitätvolle Treppenhausfenster, baugeschichtlich von Bedeutung | 09261317 |
|                                         | Mietshaus in geschlossener Bebauung in Ecklage | Georg-Schwarz-Straße 40 (Karte)                                                    | um 1905 (Mietshaus) | mit Laden und Eckladen, Klinker-Putz-Fassade, reicher Wand- und Deckenstuck, Schablonenmalerei, bleiverglaste Treppenhausfenster, baugeschichtlich von Bedeutung | 09261319 |
|                                         | Doppelmietshaus (mit Wielandstraße 2a) in offener Bebauung | Georg-Schwarz-Straße 41 (Karte)                                                    | um 1900 (Doppelmietshaus) | Klinkerfassade, baugeschichtlich von Bedeutung | 09261847 |
|                                         | Mietshaus in halboffener Bebauung | Georg-Schwarz-Straße 42 (Karte)                                                    | um 1905 (Mietshaus) | mit Laden, Klinker-Putz-Fassade, Windfangtür, bleiverglaste Treppenhausfenster, baugeschichtlich von Bedeutung | 09261320 |
|                                         | Doppelmietshaus (mit Großmannstraße 1) in offener Bebauung | Georg-Schwarz-Straße 43 (Karte)                                                    | um 1900 (Doppelmietshaus) | Klinkerfassade, Stuckkehle im Eingangsbereich, hölzerne Wandverkleidung, baugeschichtlich von Bedeutung | 09261321 |
|                                         | Mietshaus in halboffener Bebauung in Ecklage | Georg-Schwarz-Straße 44 (Karte)                                                    | um 1905 (Mietshaus) | mit Läden, Putz-Klinker-Fassade, Wand- und Deckenstuck im Eingangsbereich, ein Laden original, baugeschichtlich von Bedeutung | 09261322 |
|                                         | Doppelmietshaus (mit Großmannstraße 2) in offener Bebauung | Georg-Schwarz-Straße 45 (Karte)                                                    | um 1900 (Doppelmietshaus) | Klinkerfassade, baugeschichtlich von Bedeutung | 09261569 |
|                                         | Mietshaus in geschlossener Bebauung in Ecklage | Georg-Schwarz-Straße 46 (Karte)                                                    | 1905 (Mietshaus) | ehemals mit Eckladen, Putz-Klinker-Fassade, breiter Kastenerker zur Georg-Schumann-Straße, baugeschichtlich von Bedeutung | 09298609 |
|                                         | Doppelmietshaus (mit Ahlfeldstraße 1) in offener Bebauung | Georg-Schwarz-Straße 47 (Karte)                                                    | um 1905 (Doppelmietshaus) | mit Läden, Putzfassade mit Klinkergliederung, farbig verglaste Treppenhausfenster, Stuckgliederung im Eingangsbereich, baugeschichtlich von Bedeutung | 09261323 |
|                                         | Mietshaus in halboffener Bebauung | Georg-Schwarz-Straße 48 (Karte)                                                    | um 1905 (Mietshaus) | Klinker-Putz-Fassade, Erker, Windfangtür, Stuck im Eingangsbereich, Wohnungstüren mit Supraporten, baugeschichtlich von Bedeutung | 09298610 |
| Weitere Bilder                          | Einzeldenkmale der Sachgesamtheit Diakonissenkrankenhaus (Obj. 09304700, Georg-Schwarz-Straße 49–53): Krankenhausgebäude (Nr. 49) und zwei Stationsgebäude, sowie Feierabendhaus (Lage an der Ahlfeldstraße), Poliklinik (Nr. 53), Pförtnerhaus (Nr. 51) und Einfriedung | Georg-Schwarz-Straße 49; 51; 53 (Karte)                                            | um 1907, Station 5 (Krankenhausbestandteil), 1901, Verbindungsbau (Krankenhausbestandteil), 1903, Station 1 und 2 (Krankenhausbestandteil), 1907, Gebäude für Seelsorge u. Sozialdienst (Krankenhausbestandteil), 1907, Station 3/4 (Krankenhausbestandteil), 1907, Station 6/7 und 8 (Krankenhausbestandteil) | Putzfassade mit Fachwerk-Ziergiebel, Veranden und schmiedeeiserne Gitter, sozialgeschichtlich und baugeschichtlich von Bedeutung | 09298761 |
| Direkt Bild zu diesem Denkmal hochladen | Sachgesamtheit Diakonissenkrankenhaus, mit den Einzeldenkmalen: Krankenhausgebäude (Georg-Schwarz-Straße 49) und zwei Stationsgebäude, sowie Feierabendhaus an der Ahlfeldstraße, Poliklinik (Georg-Schwarz-Straße 53), Pförtnerhaus (Georg-Schwarz-Straße 51) und Einfriedung (Obj. 09298761, Georg-Schwarz-Straße 49–53) und ehemaliges Pfarrer-Wohnhaus (Obj. 09292536, Ahlfeldstraße 2) sowie Krankenhausgarten und als Sachgesamtheitsteile: weitere Krankenhausbauten (Ahlfeldstraße 4) | Georg-Schwarz-Straße 49; 51; 53 (Karte)                                            | 1901–1933 (Krankenhausanlage) | sozialgeschichtlich und baugeschichtlich von Bedeutung | 09304700 |
|                                         | Mietshaus in halboffener Bebauung in Ecklage | Georg-Schwarz-Straße 50 (Karte)                                                    | um 1905 (Mietshaus) | mit Eckladen, Putz-Klinker-Fassade, Erker, Wandfliesen mit Abschlussleiste, Stuckkehle und Stuckrahmen im Eingangsbereich, Windfangtür, eiserne Kellerschranke, baugeschichtlich von Bedeutung | 09298611 |
|                                         | Mietshaus in geschlossener Bebauung in Ecklage | Georg-Schwarz-Straße 52 (Karte)                                                    | um 1905 (Mietshaus) | ehemals mit Eckladen, Klinkerfassade, Stuck und Holzpaneele im Eingangsbereich, Windfangtür, baugeschichtlich von Bedeutung | 09262415 |
|                                         | Mietshaus in halboffener Bebauung | Georg-Schwarz-Straße 54 (Karte)                                                    | um 1905 (Mietshaus) | Klinkerfassade, Holzpaneele, Windfangtür, baugeschichtlich von Bedeutung | 09298586 |
|                                         | Mietshaus in halboffener Bebauung in Ecklage | Georg-Schwarz-Straße 56 (Karte)                                                    | um 1900 (Mietshaus) | mit Eckladen, Klinkerfassade, Holzpaneele und Stuckkehle im Eingangsbereich, Windfangtür, eiserne Kellerschranke, baugeschichtlich von Bedeutung | 09261289 |
|                                         | Mietshaus in geschlossener Bebauung in Ecklage | Georg-Schwarz-Straße 57 (Karte)                                                    | 1895 (Mietshaus) | mit Läden, Putzfassade, baugeschichtlich von Bedeutung | 09261325 |
|                                         | Doppelmietshaus (mit Klopstockstraße 14) in geschlossener Bebauung in Ecklage | Georg-Schwarz-Straße 58 (Karte)                                                    | um 1905 (Doppelmietshaus) | mit Eckladen, Putz-Klinker-Fassade, baugeschichtlich von Bedeutung | 09298492 |
|                                         | Mietshaus in geschlossener Bebauung | Georg-Schwarz-Straße 62 (Karte)                                                    | um 1900 (Mietshaus) | mit Tordurchfahrt, Klinkerfassade, preußische Kappen in der Tordurchfahrt, baugeschichtlich von Bedeutung | 09298494 |
|                                         | Mietshaus in geschlossener Bebauung | Georg-Schwarz-Straße 64 (Karte)                                                    | um 1906 (Mietshaus) | mit Tordurchfahrt und mit Laden, Putz-Klinker-Fassade, baugeschichtlich von Bedeutung | 09298495 |
|                                         | Mietshaus in geschlossener Bebauung | Georg-Schwarz-Straße 66 (Karte)                                                    | 1906–1909 (Mietshaus) | Putzfassade, zwei Erker, Reformstil-Architektur, baugeschichtlich von Bedeutung 1906 und nochmals 1908 stellte Privatmann Bruno Eduard Gödecke Bauantrag zur Errichtung eines Wohn- und Geschäftshauses, den Baumeister und Architekten Otto Leonhardt aus Kleinzschocher unter Vertrag nehmend. Unmittelbar vor Baubeginn erfolgte der Bauherrenwechsel: nunmehr ist Maurermeister Albin Böhme aus Leutzsch als Unternehmer und Ausführender namhaft. Vom 26. August 1909 datiert das Protokoll der abschließenden Prüfung. Ein Neuanstrich der Fassade erfolgte 1939, Einreichung von Projekt-Plänen im Rahmen des Modernisierungskomplexes W I 1 & 2 der Gebäudewirtschaft Leipzig 1976. Durch zwei Kastenerker und ein Zwerchhaus erhält die axialsymmetrisch konzipierte Fassade eine großartige Dynamik und repräsentative Prägung. Von besonderem Interesse ist die bis hin zu den Kastenfenstern und Wohnungsinnentüren erhaltene großzügige Ausstattung. Baugeschichtlich und ortsentwicklungsgeschichtlich bemerkenswertes Zeugnis der Leutzscher Ortsentwicklung zu Beginn des 20. Jahrhunderts. LfD/2012 | 09304425 |
|                                         | Mietshaus in halboffener Bebauung | Geraer Straße 3 (Karte)                                                            | um 1900 (Mietshaus) | Klinkerfassade, baugeschichtlich von Bedeutung | 09261326 |
|                                         | Mietshaus in geschlossener Bebauung | Geraer Straße 5 (Karte)                                                            | um 1900 (Mietshaus) | Klinkerfassade, baugeschichtlich von Bedeutung | 09261327 |
|                                         | Mietshaus in geschlossener Bebauung | Geraer Straße 7 (Karte)                                                            | um 1900 (Mietshaus) | bemerkenswerte mehrfarbige Klinkerfassade, baugeschichtlich von Bedeutung | 09261328 |
|                                         | Mietshaus in geschlossener Bebauung | Geraer Straße 9 (Karte)                                                            | nach 1900 (Mietshaus) | ehemals mit Laden, Klinkerfassade, geätzte Treppenhausfenster, Holzpaneele im Eingangsbereich, baugeschichtlich von Bedeutung | 09261329 |
|                                         | Mietshaus in geschlossener Bebauung | Geraer Straße 11 (Karte)                                                           | um 1900 (Mietshaus) | Klinkerfassade, baugeschichtlich von Bedeutung | 09298733 |
|                                         | Mietshaus in geschlossener Bebauung | Geraer Straße 13 (Karte)                                                           | um 1905 (Mietshaus) | mit Tordurchfahrt, Klinkerfassade, baugeschichtlich von Bedeutung | 09298734 |
|                                         | Mietshaus in halboffener Bebauung in Ecklage | Geraer Straße 14 (Karte)                                                           | vor 1900 (Mietshaus) | ehemals mit Eckladen, Klinkerfassade, baugeschichtlich von Bedeutung | 09261330 |
|                                         | Mietshaus in geschlossener Bebauung | Geraer Straße 15 (Karte)                                                           | um 1905 (Mietshaus) | mit Tordurchfahrt, Klinkerfassade, baugeschichtlich von Bedeutung | 09298735 |
|                                         | Mietshaus in halboffener Bebauung in Ecklage | Geraer Straße 16 (Karte)                                                           | 1900 (Mietshaus) | mit Eckladen, Klinkerfassade, baugeschichtlich von Bedeutung | 09261331 |
|                                         | Mietshaus in geschlossener Bebauung | Geraer Straße 17 (Karte)                                                           | um 1900 (Mietshaus) | mit Hausdurchgang, Klinkerfassade, baugeschichtlich von Bedeutung | 09298736 |
|                                         | Mietshaus in geschlossener Bebauung | Geraer Straße 19 (Karte)                                                           | um 1900 (Mietshaus) | mit Tordurchfahrt, ehemals mit Laden, Klinkerfassade, baugeschichtlich von Bedeutung | 09298737 |
|                                         | Mietshaus in geschlossener Bebauung | Geraer Straße 21 (Karte)                                                           | um 1900 (Mietshaus) | mit Tordurchfahrt, ehemals mit Laden, Klinkerfassade, Ätzglas im Treppenhaus, baugeschichtlich von Bedeutung | 09298738 |
|                                         | Mietshaus in geschlossener Bebauung | Geraer Straße 23 (Karte)                                                           | um 1905 (Mietshaus) | Klinkerfassade, baugeschichtlich von Bedeutung | 09298739 |
|                                         | Mietshaus in halboffener Bebauung | Geraer Straße 25 (Karte)                                                           | um 1905 (Mietshaus) | mit Tordurchfahrt, Klinkerfassade, baugeschichtlich von Bedeutung | 09298740 |
|                                         | Mietshaus in geschlossener Bebauung | Goetzstraße 1 (Karte)                                                              | um 1900 (Mietshaus) | Klinkerfassade, ehemals mit Balkons, Windfangtür, baugeschichtlich von Bedeutung | 09261336 |
|                                         | Mietshaus in geschlossener Bebauung in Ecklage | Goetzstraße 2 (Karte)                                                              | 1900–1901 (Mietshaus) | mit Eckladen, repräsentative Klinkerfassade, Eckerker und weiterer Erker, Stuckgliederung im Eingangsbereich, städtebaulich und baugeschichtlich von Bedeutung | 09261337 |
|                                         | Mietshaus in geschlossener Bebauung | Goetzstraße 3 (Karte)                                                              | um 1895 (Mietshaus) | ehemals mit Laden, Klinkerfassade, geätzte Treppenhausfenster, Stuck im Eingangsbereich, baugeschichtlich von Bedeutung | 09261338 |
|                                         | Mietshaus in geschlossener Bebauung | Goetzstraße 4 (Karte)                                                              | um 1910 (Mietshaus) | Putzfassade, Reformstil-Architektur, baugeschichtlich von Bedeutung | 09261339 |
|                                         | Mietshaus in geschlossener Bebauung | Goetzstraße 4a (Karte)                                                             | um 1910 (Mietshaus) | Putzfassade, Stuckgliederung im Eingangsbereich, bleiverglaste Treppenhausfenster, Reformstil-Architektur, baugeschichtlich von Bedeutung | 09261340 |
|                                         | Mietshaus in geschlossener Bebauung | Goetzstraße 5 (Karte)                                                              | um 1900 (Mietshaus) | mit Laden, Klinkerfassade, flacher Erker, Laden ehemals original, baugeschichtlich von Bedeutung | 09261341 |
|                                         | Mietshaus in geschlossener Bebauung | Goetzstraße 6 (Karte)                                                              | um 1890 (Mietshaus) | Klinkerfassade, baugeschichtlich von Bedeutung | 09261342 |
|                                         | Mietshaus in geschlossener Bebauung in Ecklage | Goetzstraße 8 (Karte)                                                              | um 1890 (Mietshaus) | mit Eckladen, repräsentative Klinkerfassade, Stuck im Eingangsbereich, baugeschichtlich von Bedeutung | 09261343 |
|                                         | Doppelmietshaus (mit Georg-Schwarze-Straße 43) in offener Bebauung in Ecklage | Großmannstraße 1 (Karte)                                                           | um 1900 (Doppelmietshaus) | Klinkerfassade, Stuckkehle im Eingangsbereich, Polzpaneele, baugeschichtlich von Bedeutung | 09298727 |
|                                         | Doppelmietshaus (mit Georg-Schwarze-Straße 45) in offener Bebauung in Ecklage, mit seitlicher Einfriedung und Hofpflasterung | Großmannstraße 2 (Karte)                                                           | um 1900 (Doppelmietshaus) | mit Eckladen, Klinkerfassade, Ätzglas im Treppenhaus, baugeschichtlich von Bedeutung | 09298771 |
|                                         | Doppelmietshaus in offener Bebauung, mit Einfriedung bei Nr. 5 | Großmannstraße 3; 5 (Karte)                                                        | um 1905 (Doppelmietshaus) | Klinkerfassade, Stuckkehle und Holzpaneele im Eingangsbereich, baugeschichtlich von Bedeutung | 09261344 |
|                                         | Doppelmietshaus in offener Bebauung, mit Einfriedung bei Nr. 4 | Großmannstraße 4; 6 (Karte)                                                        | um 1905 (Doppelmietshaus) | Klinkerfassade, Stuckkehle und Holzpaneele im Eingangsbereich, Treppenhausfenster mit Resten geätzter Verglasung, baugeschichtlich von Bedeutung | 09261345 |
|                                         | Doppelmietshaus in offener Bebauung, mit Einfriedung bei Nr. 7 und Hofpflasterung bei Nr. 9 | Großmannstraße 7; 9 (Karte)                                                        | um 1905 (Doppelmietshaus) | Klinkerfassade, Stuck und Holzpaneele im Eingangsbereich, Treppenhausfenster mit Resten geätzter Verglasung, baugeschichtlich von Bedeutung | 09298772 |
|                                         | Doppelmietshaus in offener Bebauung, mit seitlicher Einfriedung | Großmannstraße 8; 10 (Karte)                                                       | um 1905 (Doppelmietshaus) | Klinkerfassade, baugeschichtlich von Bedeutung | 09261347 |
|                                         | Doppelmietshaus (Anschrift: Großmannstraße 11 und Diakonissenstraße 6) in offener Bebauung | Großmannstraße 11 (Karte)                                                          | um 1910 (Doppelmietshaus) | mit Eckladen, Putzfassade, Wandfliesen im Eingangsbereich, baugeschichtlich von Bedeutung | 09298706 |
|                                         | Doppelmietshaus (mit Diakonissenstraße 8) in offener Bebauung in Ecklage | Großmannstraße 12 (Karte)                                                          | um 1900 (Doppelmietshaus) | Klinkerfassade, baugeschichtlich von Bedeutung | 09260927 |
|                                         | Mietshaus in offener Bebauung in Ecklage | Großmannstraße 14 (Karte)                                                          | um 1900 (Mietshaus) | Putzfassade, baugeschichtlich von Bedeutung | 09298773 |
|                                         | Mietshaus in offener Bebauung | Großmannstraße 19 (Karte)                                                          | um 1905 (Mietshaus) | Klinkerfassade, baugeschichtlich von Bedeutung | 09298704 |
|                                         | Mietshaus in geschlossener Bebauung | Güntherstraße 1 (Karte)                                                            | um 1895 (Mietshaus) | Putzfassade, baugeschichtlich von Bedeutung | 09299084 |
|                                         | Doppelmietshaus (mit William-Zipperer-Straße 63) in halboffener Bebauung in Ecklage | Güntherstraße 2 (Karte)                                                            | um 1900 (Doppelmietshaus) | Klinkerfassade, baugeschichtlich von Bedeutung | 09261585 |
|                                         | Mietshaus in geschlossener Bebauung | Güntherstraße 3 (Karte)                                                            | um 1900 (Mietshaus) | Putzfassade, baugeschichtlich von Bedeutung | 09299093 |
|                                         | Mietshaus in geschlossener Bebauung | Güntherstraße 4 (Karte)                                                            | um 1905 (Mietshaus) | Klinkerfassade, Stuckkehle und Stuckrahmen im Eingangsbereich, baugeschichtlich von Bedeutung | 09298603 |
|                                         | Mietshaus in geschlossener Bebauung | Güntherstraße 5 (Karte)                                                            | um 1900 (Mietshaus) | Klinkerfassade, Stuck und Holzpaneele im Eingangsbereich, Windfangtür, baugeschichtlich von Bedeutung | 09299094 |
|                                         | Mietshaus in geschlossener Bebauung | Güntherstraße 6 (Karte)                                                            | um 1905 (Mietshaus) | Klinkerfassade, baugeschichtlich von Bedeutung | 09298604 |
|                                         | Mietshaus in geschlossener Bebauung | Güntherstraße 7 (Karte)                                                            | um 1905 (Mietshaus) | Klinkerfassade, baugeschichtlich von Bedeutung | 09299095 |
|                                         | Mietshaus in geschlossener Bebauung | Güntherstraße 8 (Karte)                                                            | um 1905 (Mietshaus) | Klinkerfassade, baugeschichtlich von Bedeutung | 09298605 |
|                                         | Mietshaus in geschlossener Bebauung | Güntherstraße 9 (Karte)                                                            | um 1890 (Mietshaus) | Putzfassade, baugeschichtlich von Bedeutung | 09299096 |
|                                         | Mietshaus in geschlossener Bebauung | Güntherstraße 10 (Karte)                                                           | um 1900 (Mietshaus) | Klinkerfassade, baugeschichtlich von Bedeutung | 09298606 |
|                                         | Mietshaus in geschlossener Bebauung | Güntherstraße 11 (Karte)                                                           | um 1895 (Mietshaus) | mit Tordurchfahrt, ehemals mit Laden, Klinkerfassade, florale Malerei in der Traufkehle, baugeschichtlich von Bedeutung | 09299097 |
|                                         | Mietshaus in geschlossener Bebauung | Güntherstraße 12 (Karte)                                                           | um 1905 (Mietshaus) | mit Tordurchfahrt, Klinkerfassade, baugeschichtlich von Bedeutung | 09298618 |
|                                         | Mietshaus in geschlossener Bebauung | Güntherstraße 13 (Karte)                                                           | um 1895 (Mietshaus) | Klinkerfassade, baugeschichtlich von Bedeutung | 09299098 |
|                                         | Mietshaus in geschlossener Bebauung | Güntherstraße 14 (Karte)                                                           | 1906 (Mietshaus) | mit Tordurchfahrt, Klinkerfassade, baugeschichtlich von Bedeutung | 09298607 |
|                                         | Mietshaus in geschlossener Bebauung | Güntherstraße 16 (Karte)                                                           | um 1905 (Mietshaus) | Putz-Klinker-Fassade, baugeschichtlich von Bedeutung | 09298608 |